# Bozdağlar (Tmolos-Gebirge)
Das Bozdağlar-Massiv (in der Antike: Tmolos; türkisch: Bozdağlar = Graue Berge) ist ein bis zu 38 km breiter und über 130 km West-Ost verlaufender langgestreckter Gebirgszug im Binnenland der mittleren türkischen Ägäis-Region östlich von İzmir zwischen Gediz-Graben im Norden und Küçük-Menderes-Graben im Süden. Das Gebirge ist ein Teil des westanatolischen Menderes-Massivs.

## Geologisch-geomorphologische Aspekte

### Das Bozdağlar-Massiv

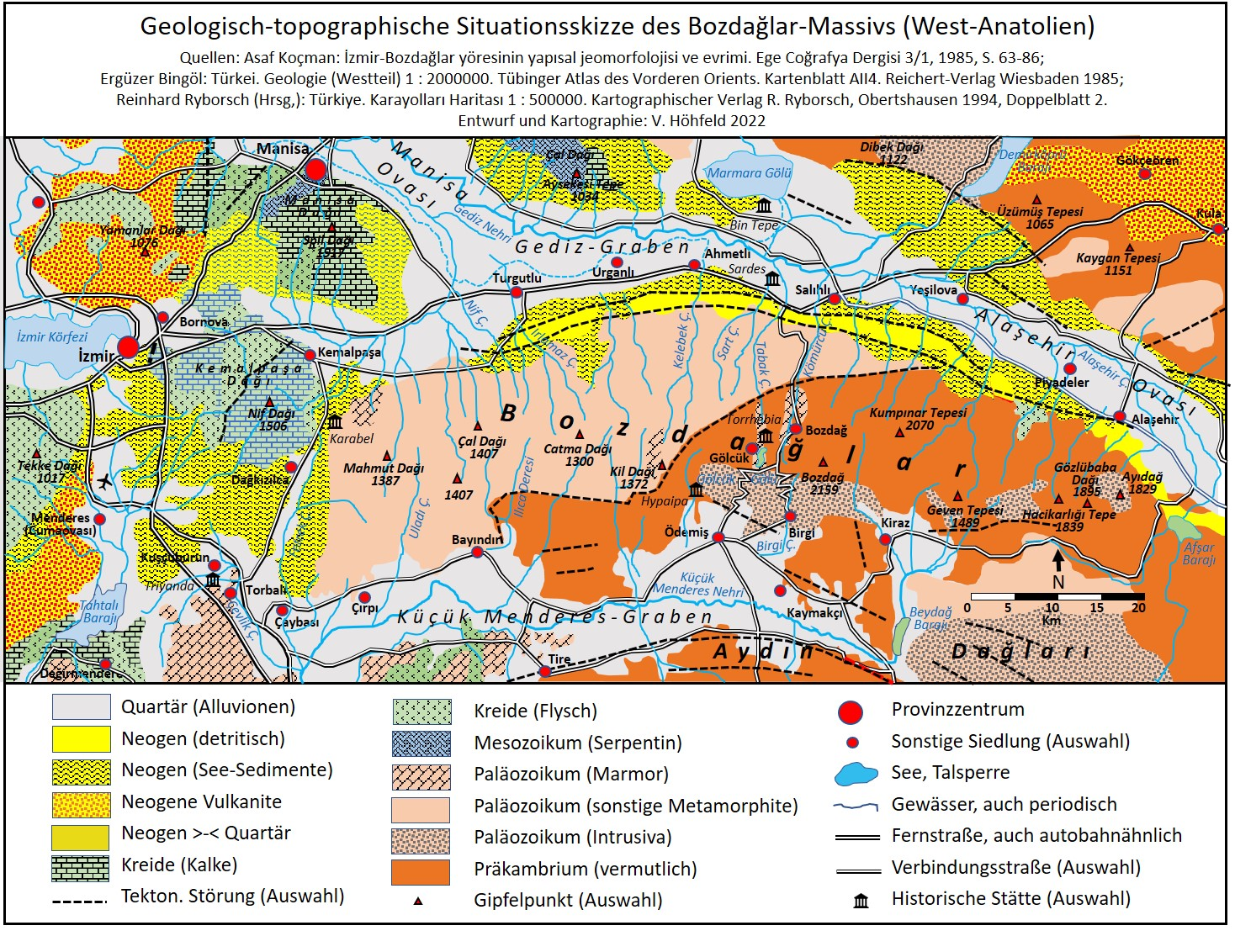
Die Karte zeigt die geologisch-topographische Situation des Bozdağlar-Massiv (Provinzen İzmir/Manisa, Türkei).

Die Bozdağlar östlich von İzmir sind ein Gebirgsmassiv, das zusammen mit den südlich gelegenen Aydın Dağları den zentralen Teil des paläozoisch-präkambrischen Menderes-Massivs bildet. Das Bozdağlar-Massiv erstreckt sich als dessen nördliche Partie etwa in West-Ost-Richtung in einer durchschnittlichen Höhe von 1200 bis 1300 m. Dieses Gebirge ist westlich des Mahmut Dağı (1382 m) durch den Karabel-Neogengraben vom mesozoischen Kemalpaşa Dağı (Nif Dağı 1506 m) getrennt, der sich in Bezug auf Alter und Struktur von den Bozdağlar zwar unterscheidet, in Bezug auf morpho-tektonische Entwicklung und Merkmale jedoch als zur naturräumlichen Region der Bozdağlar gehörig gesehen werden kann, denn es bestehen in diesem Gebiet enge Beziehungen zwischen Strukturtektonik und Geomorphologie: Das Bozdağlar-Massiv und der Kemalpaşa Dağı als seine westliche Verlängerung wurden, ebenso wie der etwas weiter nördlich gelegene Manisa Dağı (Karadağ 1247 m), durch Störungssysteme junger Tektonik fragmentiert. Dabei wurden die Einzugsgebiete des Alaşehir Çayı im Nordosten und Osten und des unteren Gediz Nehri im Norden und Nordwesten – als die wichtigsten morphologischen Einheiten der Region – sowie die Tiefebenen (Ova) von Alaşehir (Alaşehir Ovası), Bornova (Bornova Ovası) und Seydiköy (Cumaovası) im Südwesten sowie das Einzugsgebiet des Küçük Menderes im Süden gebildet.

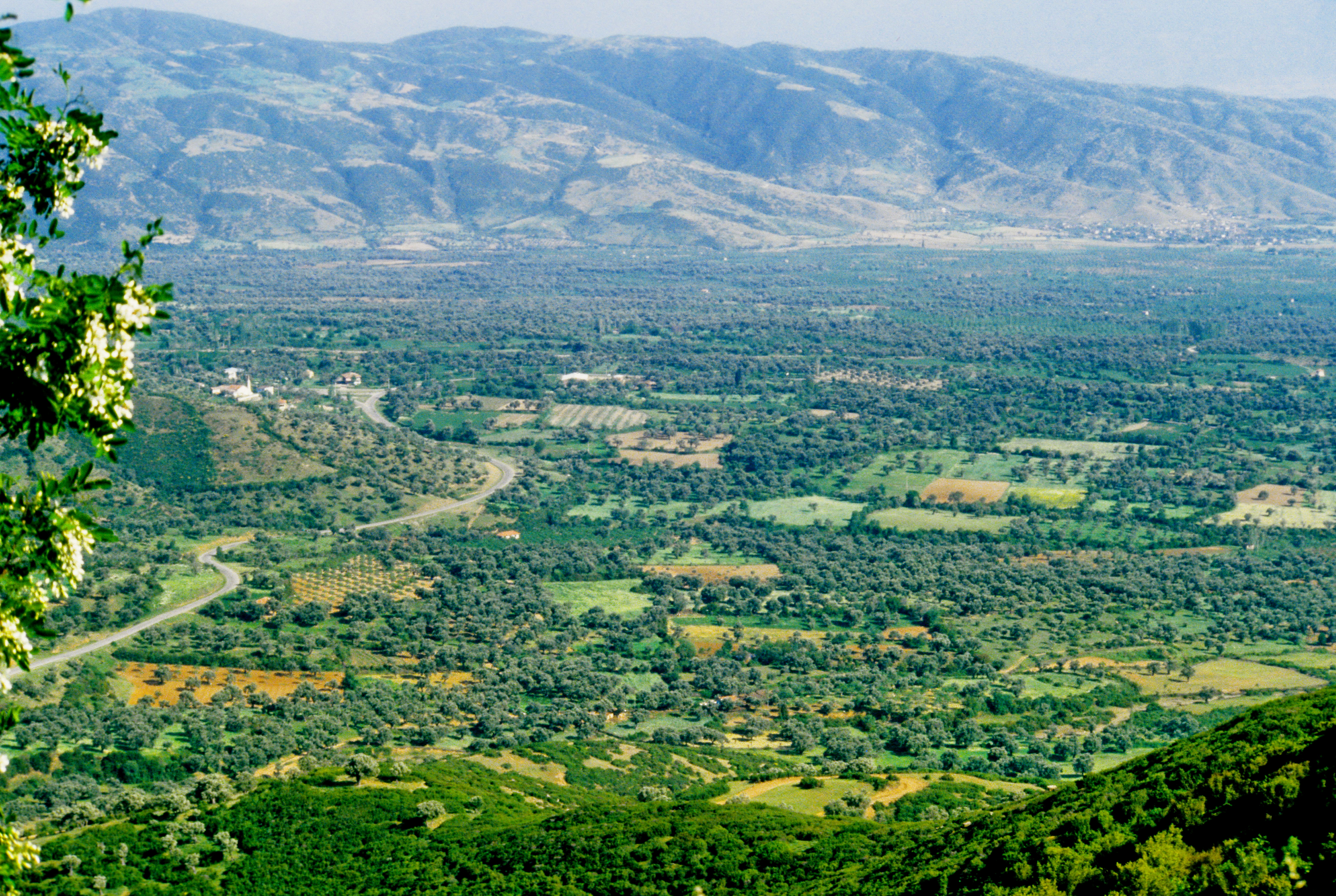
Blick von den Höhen des Bozdağlar-Massivs bei Birgi in die Senke des Küçük Menderes-Grabens. Im Hintergrund die Aydın Dağları.

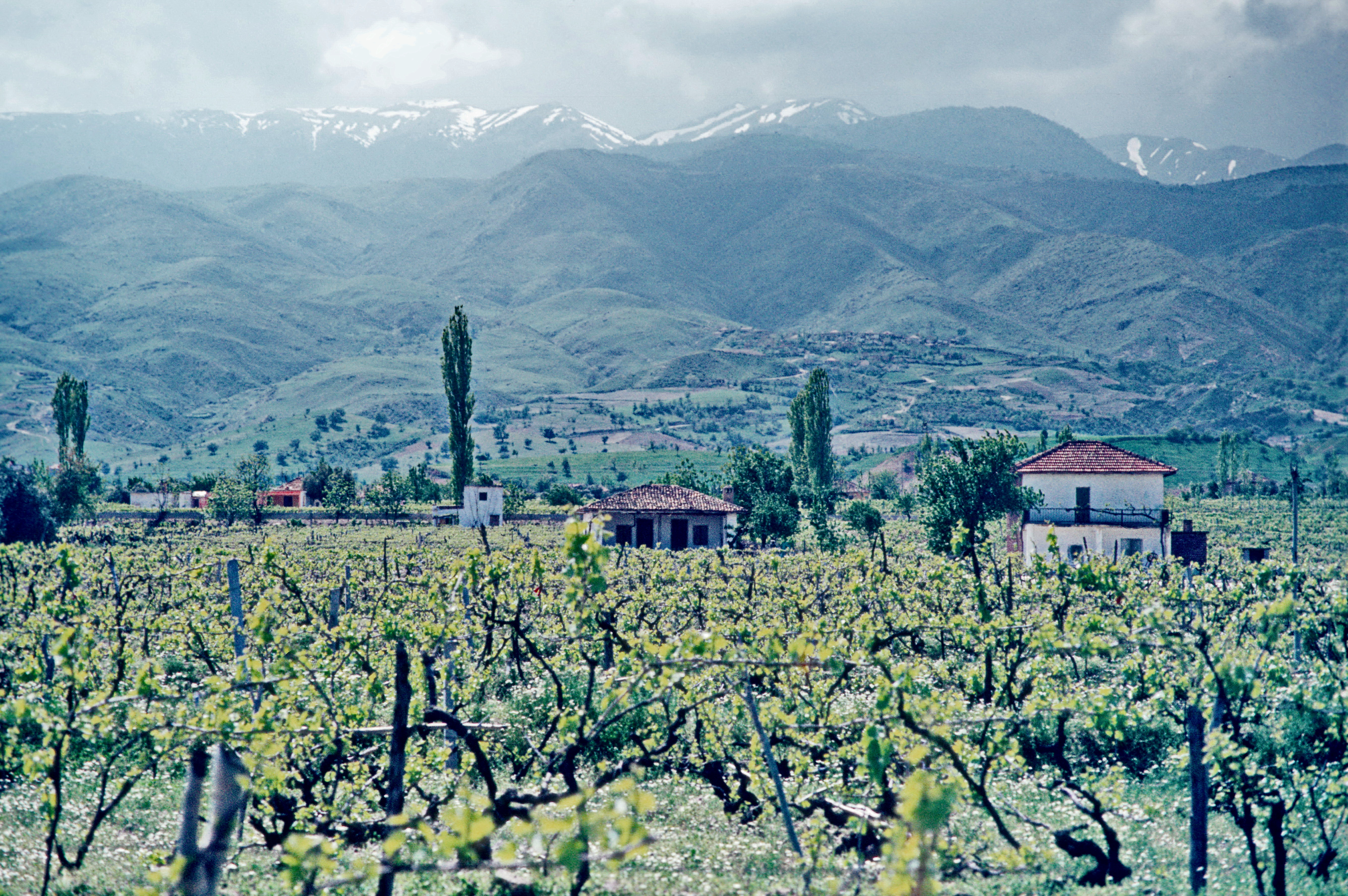
Blick über die fruchtbare Alaşehir Ovası im Gediz-Graben auf die Höhen des 1895 m hohen Gözlübaba Dağı im Bozdağlar-Massiv.

Der Grenzverlauf des Bozdağlar-Massivs wurde im Osten zwischen dem Quellbecken des Küçük Menderes Nehri und dem Osten der Alaşehir Ovası gezogen und folgt im Norden dem Alaşehir Çayı sowie dem Lauf des unteren Gediz, erreicht die Senke des Izmir-Golfs über die Gipfellinien des Manisa Dağı und der Yamanlar Dağları im Nordwesten. Im Süden bildet diese Grenze das Flussbett des Küçük Menderes etwa von Kiraz aus westwärts, wo der Çevlik Çayı in den Küçük Menderes mündet und einen Teil der Cumaovası einschließt, und verbindet sich mit der Bucht von İzmir über die weniger hohen neogenen Hügel im Westen, wobei manche Wissenschaftler den Manisa Dağı und die nördlichen, südlichen und westlichen Grabensenken gegen das Bozdağlar-Massiv abgrenzen.
Das Fundament der Bozdağlar bilden metamorphe Gesteins-Serien, die als Teile des Menderes-Massivs im Norden von der unteren Gediz-Senke sowie der Alaşehir Ovası und im Süden vom Tal des Küçük Menderes getrennt werden. Dabei besteht das Massiv einerseits aus paläozoischen Schieferserien des unteren Paläozoikums (Glimmerschiefer, Quarzitschiefer (geschieferter Quarzit), Phyllit und Marmor) sowie andererseits aus komplexen präkambrischen Gneisserien. Der Bozdağ (Gipfel, nicht zu verwechseln mit dem Bozdağ bei Denizli), der dem Massiv seinen Namen gibt und im mittleren Teil des Gebirges zwischen Salihli und Birgi den höchsten Gipfel bildet, erhebt sich auf 2159 m. Es besteht hauptsächlich aus Gneisen. Seine Nordhänge fallen mit starken Neigungen zu den Tälern der Bäche Beyçayırı Çayı, Millik Çay und Andız Çayı ab. Seine Südhänge hingegen erreichen die Einzugsgebiete der Bäche Birgi Çayı und Gümüşlü Çay mit geringerer Neigung als im Norden. An den Rändern der Nordhänge des Bozdağlar-Massivs, die in die Gediz-Ebene abfallen und durch parallel verlaufende Bäche streifenartig stark zergliedert sind, liegen sogenannte „Tmolos-Schutt“-Sedimentansammlungen (s. u.), deren Breite von Ort zu Ort variiert und deren Mächtigkeit Hunderte von Metern erreicht. Dabei sind die Gneise, die den Kern der Hauptmasse bilden, von Schiefern umgeben, deren Metamorphosegrade allmählich zum Rand hin abnehmen. Die Grenze zwischen Gneisen und Schiefern ist stellenweise sehr deutlich und schneidet die Bozdağlar-Masse etwa in Nordost-Südwest-Richtung und entspricht nach Ansicht einiger Forscher einer Überschiebungsfläche. Andere Wissenschaftler halten die Diskordanz zwischen dem Gneiskern des Massivs und der Schieferdecke für eine Dislokations-Diskordanz.
Nördlich der Dörfer Yağmurlar, Çelikli, Karaağaç, Elmabağ, Gölcük, Kızıloba und nördlich von Bayındır am Nordrand der Bozdağlar ist die Gneismasse aufgeschlossen und besteht hier aus Gesteinsverbänden wie Orthogneis, muscovit- und biotitreichem Glimmergneis und Biotit-Paragneis. Die südsüdöstlich des Bozdağlar-Hauptmassivs gelegenen Gneise weisen eine Neigung von 35–50° nach Süden auf. In diesen Gebieten, insbesondere im Osten des Kreises Kiraz, stehen Gneise an, die großflächig mit Marmor bedeckt sind. Die Schieferserien bilden dagegen den nördlichen und westlichen Teil der Bozdağlar. Im Süden der Alaşehir Ovası bestehen sie weitgehend aus Biotit-Glimmerschiefern und sehr dünnblättrigen Phylliten, zwischen Salihli und Turgutlu eher aus Grauwacke und Quarzit-Schiefer-Komplexen. Darüber liegen in Senken mancherorts als dünne Schichten meistens in Form von Restinseln unterschiedlicher Breite kristallisierte (metamorphisierte) Kalksteine. Das gilt vor allem im Süden, wo das in seinen Hauptlinien von neogenen und quartären Verwerfungen und Senken geprägte Bozdağlar-Massiv aufgrund tektonischer Prozesse zum einen mehrere höhere Partien zeigt, zum anderen durch Biotit-Glimmerschiefer-Kuppen in Senken unterteilt ist, die von Sedimenten unterschiedlichen Alters und unterschiedlicher Qualität gefüllt sind. Neben Erhebungen von über 2000 Metern gibt es dort deshalb tiefe plateauartige Einschnitte in den Hochlandbereichen, wie Gündalan Yaylası, Büyük und Küçük Çavdar Yaylası, Çamyayla, Gölcük Yaylası und Subatan Yaylası, die sich, zumeist in Form einer Hochebene, vom südlichen Rand des Bozdağlar-Massivs nach Norden neigen und einer weitgehend türkischen Bevölkerung vor allem als Sommerfrische dienen. Diese Ebenen sind von höheren Berglandbereichen umgeben, die sich in die gleiche Richtung erstrecken. Ihre Höhen erreichen 2159 m auf dem Bozdağ Tepesi und, von Ost nach West, 1839 m auf dem Hacıalikarlığı Tepe, 2070 m auf dem Kumpınarı Tepe, 2133 m auf dem Çatalsivrisi Tepe, 1372 m auf dem Keldağı, 1300 m auf dem Çatma Dağ, 1407 m auf dem Çaldağı und 1387 m auf dem Mahmut Dağı. Diese Marmore und kristallisierten Kalksteine aus dem Paläozoikum, die über den Gneisen und Schiefern des Massivs liegen, sind Karbonate, in denen sich einige auffällige Karstformen, wie Dolinen und Höhlen, gebildet haben. Sie stehen u. a. auf den Nord-Süd ausgerichteten muldenförmigen Plateauvertiefungen der Yaylas von Subatan und Ayvacık im nördlichen Teil der Bozdağlar bei Ödemiş an. Es sind Senken mit Sub-Depressionscharakter (Untertiefung) in Nord-Süd-Richtung, die sich parallel zueinander erstrecken. Etwa in der Mitte dieser weitgehend geschlossenen Senken auf 950 m Höhe sammeln Dolinen das anfallende Wasser und speisen damit auf 300 m Höhe Quellen im Tal des Rahmanlar Çayı, von wo es weiter zur Küçük-Menderes-Ebene im Süden abfließt. Dieser Höhenunterschied weist auf die Existenz eines großen unterirdischen Karst-Kluftsystems hin. Entsprechende lokale Untersuchungen dazu erfolgten u. a. in einem dieser Karstgebiete rund um die Großdoline Ayvacık Düdeni bei Ayvacık, einem Ponor mit angeschlossener vertikaler Höhle zwischen den Subatan- und Ayvacık-Yaylas etwa 10 km im Norden von Ödemiş, wo Gneise die Grundgesteine bilden. Die Kalksteine der Region und die metamorphen Schiefer, die dort den Grundwasserhorizont bilden, liegen als Decke über den Gneisen. Die Kalksteine wurden durch mehrmals auftretende Metamorphosphasen des Menderes-Massivs teils metamorphisiert (Marmor) und teils in kristalline Kalke umgewandelt (rekristallisiert). Die Verkarstung erfolgte im Miozän. Vor allem im Winter dringen Schnee und Hochwasser in die Doline ein. Die Abmessungen des senkrechten Dolinen-Eingangs betragen 2 × 2 m. Der Dolinen-Schacht wird in 120 m Tiefe horizontal, hat eine Länge von 1822 m und endet mit einem Siphon von 228 m Tiefe.
Da das Bozdağlar-Massiv mehrere Metamorphose-Perioden durchlaufen hat, wurden in den Gneisen und Schiefern auch aufgrund von Rekristallisation keine Spuren von Organismen zur Altersbestimmung gefunden. Entsprechende radiometrische Messungen von Augengneisen gaben ein Alter von 490 ± 90 Millionen Jahren an, was auf das Ordovizium, also frühestes Paläozoikum bzw. Präkambrium hindeutet. Die Bildung dieser Gesteine fällt also mit der kaledonischen Orogenese zusammen, der ersten bislang bekannten Metamorphose-Phase. Allerdings gibt Erol İzdar das absolute Alter dieser Metamorphose mit 288 ± 60 Millionen Jahren an und verweist damit in die herzynische Orogenese. Diese zweite Phase der Metamorphose fand unter hohem Druck und mäßiger Temperatur statt und betraf die Schieferreihen und Marmore des Massivs. Ihr Alter wird als post-liassisch angegeben. Die folgenden orogenetischen Prozesse setzten sich ab dem Kimmerium (frühes Pliozän) mit den alpinen Phasen fort. Ihre Wirkungen waren im mittleren bis oberen Miozän bis Quartär Ost-West-Hebungen und -Senkungen, führten jedoch nicht zu einer weiteren Metamorphose.

### Tmolos-Schutt
Im Norden, wo sich vor der Bozdağlar-Kette die alluvialen Senken des unteren Gediz-Grabens und der Alaşehir Ovası als eine der wichtigsten Talschaften der Ägäis-Region erstrecken, werden am Rand des in die Ebene abfallenden Bozdağlar-Massivs neogene detritische (allochthone) und limnische Sedimente von gestuften tektonischen Störungssystemen geschnitten, die ebenfalls weitgehend in Ost-West-Richtung verlaufen, und deren Versatz zueinander im Allgemeinen 300–500 Meter beträgt, aber an vielen Stellen auch 1000–1500 Meter erreicht. Diese grobkörnigen Ablagerungen, die als „Tmolos-Schutt“ (Tmolos-Ablagerungen, Bozdağ-Trümmer; erstmals von Alfred Philippson als „Tmolos-Schutt“ benannt) bezeichnet werden, entstanden durch Erosion, die mit der Hebung des alten Massivs am Ende des Pliozäns einsetzte. Sie bestehen zumeist aus leicht bis mäßig abgerundeten und gesiebten (sortierten) Fragmenten, die eine Dicke von Hunderten von Metern erreichen und von Hochwasser und Bächen stark erodiert sind. Es sind sandige, lehmige und mergelige rot-gelb und braun gefärbte Ablagerungen und Schiefer-, Gneis- und Kalkstein-Kieseln. Diese Formationen, die durch ihre bunten Farben und ihre erodiert-fragmentiert gespaltene Topographie von weitem auffallen, kommen in zwei getrennten Ebenen an vielen Stellen vor, in den unteren Partien – z. B. bei der Mineralquelle Sarıkiz (Alaşehir), beim „Çamur Banyoları“ (Schlammbad bei Salihli) und im Irlamaz-Tal westlich von Turgutlu – als Konglomerate mit Kieselsteinen aus Glimmerschiefer, Gneis und Quarzit, als dick geschichtete Mergel und Sandsteine. Diese Schichten enthalten zwischen Manisa und Turgutlu Fossilien von Wirbeltieren aus dem oberen Miozän (Pontium), als das Becken die Form einer großen neogenen Grube hatte, die mit Land- und Seesedimenten gefüllt wurde. Darüber folgt unregelmäßig eine Sediment-Ebene mit rot-weinroten bzw. rosa-weiß gefärbten tonigen, sandigen, kiesigen Ablagerungen. Diese obere Fazies, die an vielen Stellen entlang der Süd- und Westseite der Gediz-Senke durch Erosion entfernt wurde, ist hauptsächlich in den Gebieten zwischen Turgutlu und Alaşehir zu sehen. Andererseits liegen die beiden neogen bis uartären Sediment-Ebenen auch in Form von Ablagerungen vor, bei denen die Sedimentationsstufen schwer zu unterscheiden sind, was darauf hinweist, dass sie über längere Zeit unter häufig wechselnden Bedingungen im lakustrischen oder terrestrischen Milieu am Rand des Massivs abgelagert wurden. Man erkennt gut, dass sie fast im gesamten Gebiet durch Hochwasser und Bäche aufgrund ihrer geringen Festigkeit sowie der spärlichen bzw. zerstörten Vegetation tief erodiert sind.
Der Südrand der Bozdaglar-Kette dagegen fällt im Gegensatz zum Nordrand mit steilen Hängen wie eine Mauer in die Ebene des Küçük Menderes Nehri ab. Hier werden die entsprechenden Hänge durch junge Täler und Flutbetten geteilt, wobei auch hier die Hänge an vielen Stellen bis zu 30–60° geneigt sind. Zum Beispiel hat der steile Südhang der Bozdağlar zwischen Ödemiş und Birgi – mit grandiosem Blick auf die Küçük Menderes-Ebene – eine Neigung von über 60°. Am Nordhang der gleichen Bergkette zwischen Alaşehir-Salıhli-Turgutlu ist die Steigung geringer.

### Erosionsprobleme

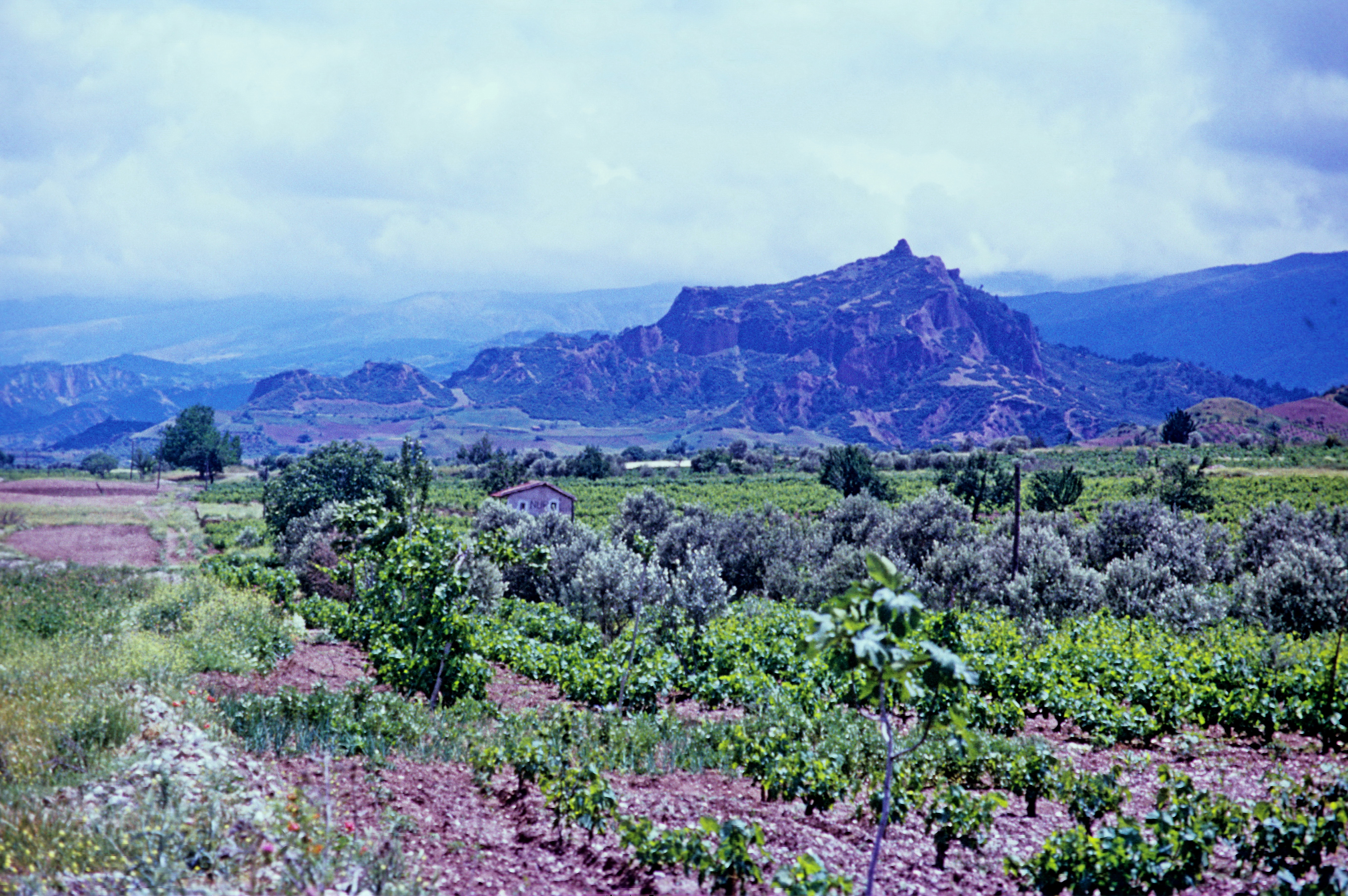
Blick auf die stark durch Erosion zerstörten Reste von Tmolos-Schutt-Sedimenten im Gediz-Graben am Nordfuß der Bozdağlar bei Sardes.

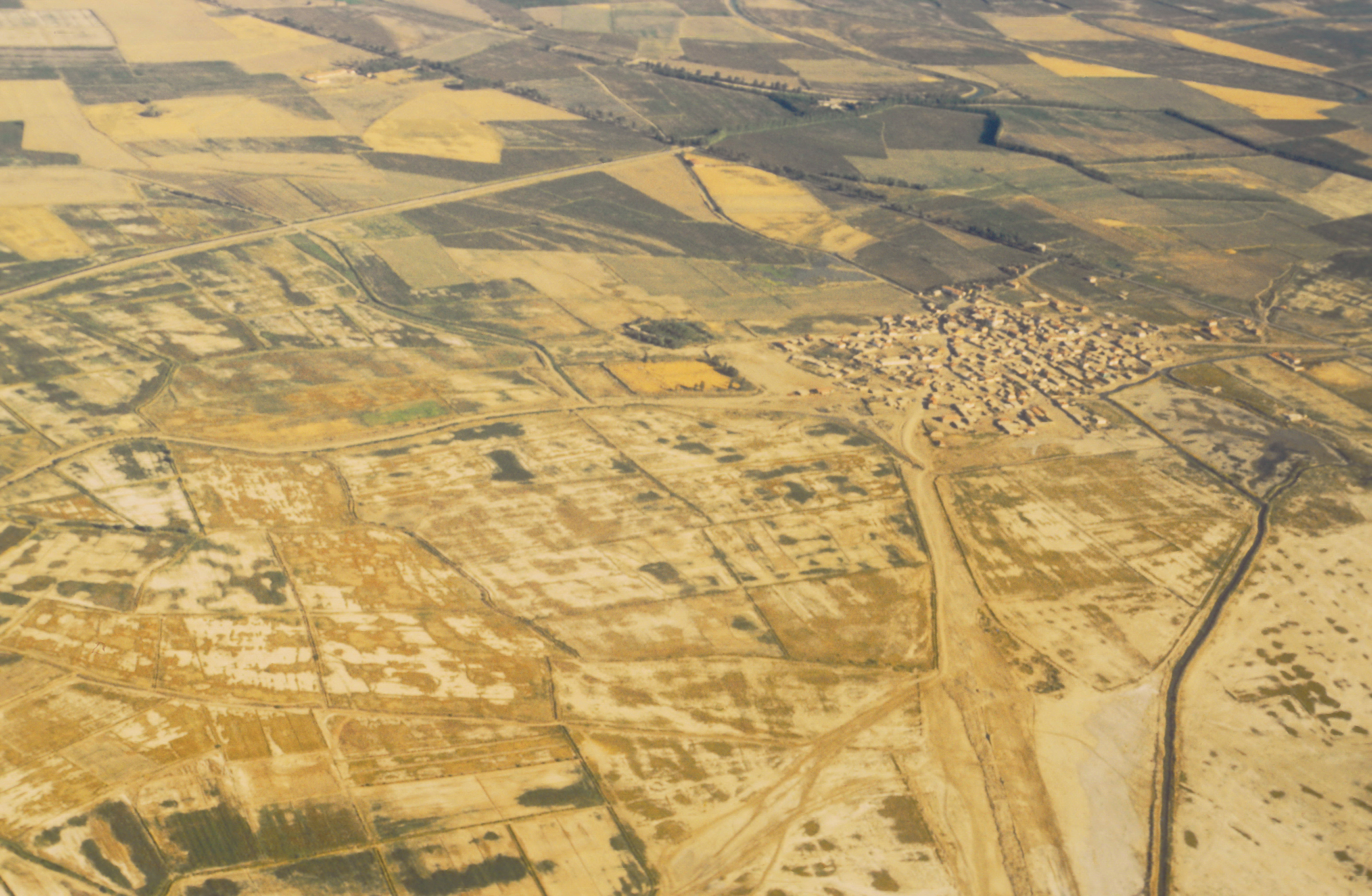
Das Bild zeigt einen Teil des Irlamaz Çayı-Schwemmfächers bei Turgutlu Anfang September 1974

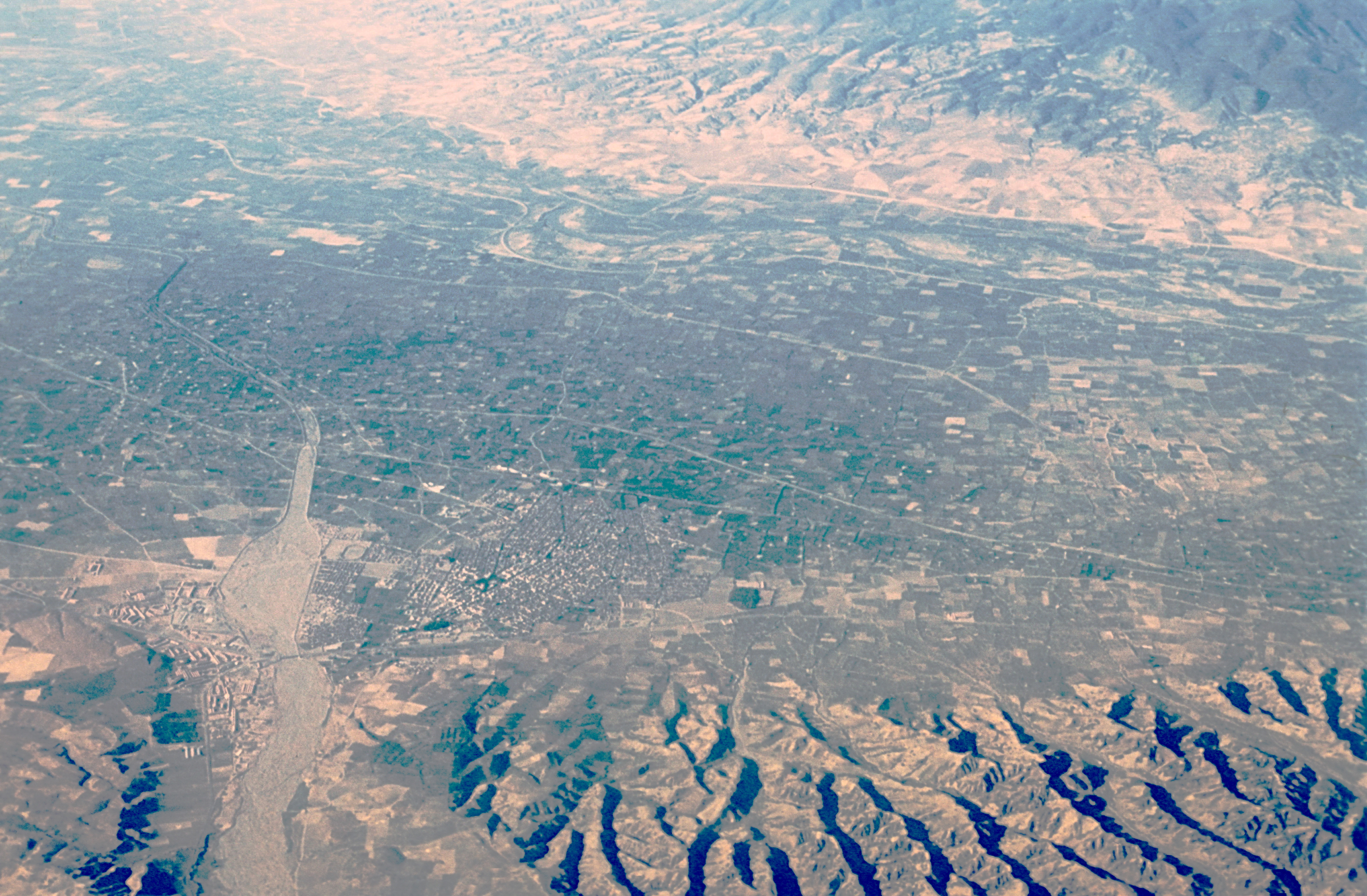
Blick aus dem Flugzeug auf die von Erosionsrinnen zertalten Tmolos-Schutt-Sedimente der nördlichen Ausläufer des Bozdağlar-Massivs im Gediz-Graben bei Turgutlu (Provinz Manisa, Türkei).

Normale Erosion kann man zumeist selbst auf flachen Oberflächen um die Bozdağlar und den Fluss Gediz und unter gut bedeckender Bewaldung beobachten. An sanft abfallenden Hängen der Bozdağlar, Flächen mit dichter Weidebedeckung und in degenerierten Niederwaldgebieten hat sich eine eher mäßige Erosion entwickelt. Starke Zerstörung findet man an Hängen mit stark geschädigter Vegetation und an Tmolos-Ablagerungen. Vor allem auf der Nordseite des Bozdağ-Massivs, speziell um die antike Stadt Sardes, sind gravierende Erosionserscheinungen offensichtlich. Die Hauptfaktoren, die die Bodenerosion beeinflusst haben, sind Vernichtung der natürlichen Vegetation, Übernutzung des Landes, steile Hangtopographie und Schwäche der geologischen und Bodenstruktur gegen Erosion. Die spektakulärste Erosion ist jedoch diejenige von Kolluvial- und Schwemmfächer-Ablagerungen entlang der Talseiten sowie von sandigen, schlammigen und kieshaltigen Ablagerungen des Pliozäns, dem Tmolos-Schutt. Diese Sedimente erodierten leicht, und so wurden große Mengen an Schlick, Sand und Kies von Fluten weggespült. An einigen Stellen wurden die Talseiten von Gewässern, wie Irlamaz Çayı, Ahmetli Çayı, Yeşilkavak Çayı in Form von Gullys tief zertalt. Andererseits wurden auch einige der älteren Bachablagerungen sowie Quell- und Schwemmfächermaterial durch Fluten erodiert. Flächenerosion war und ist vor allem auf metamorphen oder kristallinen Schiefern aktiv, wobei Sande durch Abfluss in die Täler transportiert wurden und werden. Infolgedessen dominieren auf hügeligen ansteigenden Abschnitten intensive Flächen- und Rinnenerosion, während auf dem Flachland durch Hochwasser verursachte Schwemmkegel-Ablagerungen aktiv sind. In der Hochwasserzeit (April-Mai) breitet sich Überschwemmung fast über das gesamte flache Land im Tal des Gediz-Flusses aus. Das Ackerland in der Ebene wird dann mit Schlick, Sand und Kies bedeckt, so dass die Fruchtbarkeit des Ackerlandes zurückgeht. Rinnenerosion hat sich vermehrt aktiv auf den Tmolos-Ablagerungen entwickelt, die durch kleine Bäche und Kanäle fragmentiert wurden. Erdrutsche oder Einbrüche sind besonders an den Ost- und Westhängen bei Salihli zu sehen, an steilen Hängen, die zu stark zerschnitten wurden und ihren Gleichgewichtszustand auf den Tmolos-Ablagerungen verloren haben. Die Sedimentationsgebiete sind in den stromabwärts gelegenen Abschnitten der Bäche, die die Nordhänge des Bozdağ-Gebirges durchqueren, weit verbreitet, und das größte Sedimentgebiet befindet sich dort, wo sich bei Turgutlu das Irlamaz-Tal in die Ebene öffnet. Nach bisherigen Recherchen sind 81,4 % der bislang untersuchten Flächen aktive Erosionsgebiete. Erosionsereignisse bedrohen wichtige Siedlungszentren, wie Salihli, Ahmetli und Turgutlu, und insbesondere die fruchtbaren Ackerflächen in der Schwemmebene des Gediz, die die Lebensgrundlage der Mehrheit der Bewohner darstellen. Von Zeit zu Zeit verursachen Überschwemmungen in diesen Gebieten irreparable Schäden.

### Das „Anhängsel“: Der Kemalpaşa Dağı
Das alte präkambrisch-paläozoische Fundament des Bozdağlar-Massivs, das mit den Kalksteinen des Mahmut Dağı im Westen endet, verschmilzt am West-Rand der Karabel-Neogen-Senke mit dem Mesozoikum des Kemalpaşa Dağı. Die neogene Senke von Karabel zwischen dem Kemalpaşa-Gebirge und dem Bozdağlar-Massiv (zwischen Torbalı und Kemalpaşa) wurde wahrscheinlich im mittleren/oberen Miozän mit miozänen und pliozän-quartären Seesedimenten verfüllt. Unter diesen sind Tone, Mergel, Sandsteine und Seekalksteine (mesozoische Kalkstein-, Flysch- und Schieferserien) und unterhalb eine mächtige Geröllreihe, die sich mit einer Neigung von mehr als 15° nach Süden fortsetzt. Der westlich anschließende Berglandbereich aus Sedimenten der Kreidezeit umfasst – neben dem Tekke Dağ (1017 m) im Südwesten und dem Manisa Dağı weiter nördlich, die beide nicht mehr generell zum Bozdağlar-Massiv gezählt werden – den Kemalpaşa Dağı (Nif Dağı). Der recht komplex strukturierte Kemalpaşa Dağı, der allmählich nach Westen hin abfällt, besteht aus Kämmen und Hügeln. Seine Hänge sind steil, und er erhebt sich mit bis zu 1506 m Höhe zwischen dem Golf von İzmir und dem metamorphen Bozdağlar-Massiv in südwestlich-nordöstlicher Richtung über 20 km. In diesem gesamten Gebiet besteht die Flysch-Serie aus Tonschiefern, Sandsteinen (u. a. Arkose), Konglomeraten, Mergeln und gelegentlichen Radiolariten und Kalksteineinlagerungen. Das Vorhandensein von Tonschiefern und mitunter kristallisierten Kalksteinen weist auf Metamorphosen und tektonische Effekte hin. Obwohl das Sediment paläozoischen Formationen ähnelt, ergab die Altersbestimmung über Fossilien die obere Kreidezeit. Aufgrund der komplexen tektonischen Vergangenheit liegen Kalk und Flysch unter dem See-Neogen. Der Flysch des Kemalpaşa Dağı liegt im Osten unter einer Geröllserie des Karabel-Neogens. Die kristallinen grauweiß gefärbten Kalke seiner Hauptstruktur über dem Flysch weisen Risse und Karst-Hohlräume auf. Im Norden wurde dieses Massiv von Verwerfungen in Ost-West-Richtung durchschnitten und von dem benachbarten mesozoischen Massiv, dem Manisa Dağı, getrennt. Im Norden entlang der Bornova-Ebene wird das Bergland ebenfalls von Verwerfungen zerteilt.

### Lagerstätten
Auf dem Hintergrund historischer und archäologischer Erkenntnisse soll nicht unerwähnt bleiben, dass Buntmetall-Lagerstätten des Bozdağlar-Gebirges in der Vergangenheit von großer Bedeutung waren. Die meisten dieser Lagerstätten, auch jene goldhaltigen Blei-Zink-Vorkommen in der Region Izmir, wurden noch während des Osmanischen Reiches eher als Silbervorkommen klassifiziert und als solche genutzt, obwohl keines von ihnen heute noch so angesehen wird. Dazu gehören auch die Lagerstätten von Bayındır und Kemalpaşa am Bozdağlar-Massiv. Die Kupfer-Vorkommen bei Bayındır zählen zu den wichtigsten in der Region İzmir. Auch Eisenlagerstätten bei Torbalı und Bayındır sowie Gold-, Antimon-, und Quecksilbervorkommen in der Region Torbalı-Ödemiş und der Cumaovası waren und sind von Bedeutung. Wenn man die Minen aus prähistorischer Zeit berücksichtigt, so zeigt sich, dass es in der İzmir-Region mehr als zehn Goldlagerstätten gibt. Die meisten davon befinden sich auf beiden Seiten des Küçük-Menderes-Tals, und zu den restlichen zählen u. a. Hauptgoldvorkommen bei Sart (Sartmustafa / Sardes, Salihli), Arıkbaşı (Bayındır) und Bozdağ (Ödemiş). Diese Ressourcen zeigen das reiche Bergbau-Potenzial der Region. Allerdings wurde lange Zeit generell davon ausgegangen, dass all diese Lagerstätten keine Reserven enthalten, die in ökonomischer Hinsicht wert sind, ausgebeutet zu werden.
Das hat sich inzwischen geändert. Man hat erkannt, dass Lagerstätten, wie am Sart Çayı, die sekundäre Goldreserven enthalten, nicht nur in prähistorischen Zeiten eine sehr wichtige Rolle spielten, sondern auch rezent Bedeutung haben. Das Wissen um das aus dem Flusssedimenten des Paktalos (Sart Çayı) gewonnene Gold stammt schon aus vorchristlicher Zeit. Das Edelmetall wurde bereits im III. Jahrtausend v. Chr. verarbeitet und sogar in entfernte Regionen, einschließlich Südmesopotamien, verschickt. Während der lydischen Zeit hatte die antike Stadt Sardes dank des Goldabbaus im Paktolos einen großen Wohlstand erreicht. Besonders während der Zeit von König Kroisos (Krösus) erlebte sie seine Blütezeit des Reichtums. Bei Ausgrabungen wurden am Ufer des Baches Werkstätten zur Goldverarbeitung aus dem 6. Jahrhundert v. Chr. freigelegt. Man geht davon aus, dass die Struktur, die von amerikanischen Archäologen am Osthang des Şart Çayı zwischen den Ruinen von Sardes gefunden und als „Goldaufbereitungsanlage“ bezeichnet wurde, zwischen 600 und 580 v. Chr. In Betrieb war. Strabo erwähnt in seinem Werk mit dem Titel „Geographika“ mehrmals, dass das Wasser des Paktalos-Flusses (Sart Çayı) voller Goldstaub sei, durch den die Menschen der Region großen Reichtum erlangt hätten, und dass die Goldminen am Berg Tmolos (Bozdağlar), wo der Fluss entspringt, seit langem betrieben würden.
Mittlerweile sind die Goldlagerstätte von Sart im Kreis Salihli und das potenzielle Goldfeld bei Bozdağ/Gölcük als abbauwürdige Vorkommen in der Provinz İzmir eingestuft. In der sekundären (Seifen-)Gold-Lagerstätte des Salihli-Sart Feldes wurden 20 Millionen m³ Goldreserven mit 96 mg/m³ Au-Gehalt (metallischer Goldgehalt 1,9 Tonnen) und im potenziellen Goldfeld Bozdağ 847.670 Tonnen Au-Reserven mit 1,38 g/t Au-Gehalt (metallischer Goldgehalt 1,17 Tonnen) festgestellt. Die Erschließung des Sart-Feldes bei Salihli am Sart Çayı ist bereits angelaufen. Gegen den Beschluss der Regierung zur Inwertsetzung des Bozdağ-Goldfeldes etwa 1 Kilometer südlich des Gölcük-Sees und 15 Kilometer von Ödemiş entfernt wird seit 2015 von der Bevölkerung des Umfeldes protestiert: Das Ergebnis der Umweltverträglichkeitsprüfung (UVP) wurde zum vierten Mal von den Anwohnern nicht akzeptiert. Das Gebiet, in dem die Goldmine von einem Privatunternehmen abgebaut und von der Provinzdirektion für Umwelt und Urbanisierung der Provinz İzmir als UVP-Antragsprojekt akzeptiert werden soll, stellt ein Naturschutzgebiet dar.

## Aspekte der Tektonik
Im morphologischen Gesamtbild der Bozdağlar sind überall auf den ersten Blick vor allem Spuren junger tektonischer Bewegungen zu erkennen. Die wichtigsten morphologischen Elemente der geologischen Struktur des Gebiets sind zum einen der teilweise unnormale Kontakt der Formationen und zum anderen der Verlauf einiger tektonischer Störungen in ungefähr West-Ost-Richtung, begrenzt durch frische Bruchflächen und gabelförmig angeordnete Bruchblöcke. Fast alle auf diesem Gebiet tätigen Forscher sind sich einig, dass das System der Horste, Störungen und geologischen Gräben auf kratogen-epirogene Bewegungen (Epirogenese: lang andauernde Aufwölbungen oder Einsenkungen der Erdkruste) zurückzuführen ist, die vom Neogen bis zum Quartär andauerten und zu vertikalen Verformungen führten. Das Graben-Horst-System Westanatoliens, zu dem auch die Bozdağlar gehören, ist das Ergebnis entsprechender tektonischer Nord-Süd-Spannung innerhalb der Region. Nach bisherigem Wissen begann die Bildung dieser Horste und Gräben im mittleren/oberen Miozän. Allerdings erreichten die Gräben erst im Quartär ihre heutige Größe. Nach der Theorie der Plattentektonik bewegt sich die anatolische Platte auch rezent entlang der Transformationsstörungen der Nordanatolischen und Ostanatolischen Verwerfung nach Westen. Die nach Südwesten abbiegende Nordanatolische Verwerfung zwischen Zakynthos und dem Golf von Saros und die Bildung der griechischen Scherzone verhinderten jedoch diese Bewegung der anatolischen Platte nach Westen. Dieses Hindernis erzeugte in Westanatolien eine Ost-West-orientierte Straffung und Anhebung. Diese Kompression traf auf eine Nord-Süd-Spannung, was zu dem Ost-West-verlaufenden Grabensystem in der Region führte.
In der Region des Bozdağlar-Massivs gibt es deshalb viele Störungssysteme, die sich in Ost-West-, Nordwest-Südost- und Nordost-Südwest-Richtung erstrecken. Die wichtigsten Verwerfungszonen darunter sind
- die Verwerfung im Süden der Alaşehir-Ebene ausgehend von der Sarıgöl Ovası im Osten,
- das zwischen Salihli und Turgutlu in Ost-West-Richtung verlaufende gestufte Verwerfungs-System (s. o.),
- das Störungssystem, das im Norden die Bornova-Ebene begrenzt und den Kemalpaşa Dağı vom Manisa Dağı weiter nördlich trennt,
- Verwerfungen, die den Manisa Dağı von der Nord- und Nordostseite her durchschneiden,
- die Störung, die den Kemalpaşa-Berg von Nordosten durchschneidet.

Alle diese tektonischen „Fehler“ werden zumeist zum tektonischen Normalstörungssystem (Abschiebungen, entstehen durch Krustendehnung) gezählt. Bruchflächen sind an vielen Stellen um 30–60° geneigt. Die Versätze der Störungen betragen in etwa 300–500 m. Verwerfungsebenen sind meistens aufgefächert und brekzienartig und haben Mylonitstrukturen (Zustand starker mechanischer Deformation) aufgrund von Dislokationsmetamorphose.
Was in diesem Zusammenhang Erdbeben betrifft, so gab es in der Region in historischer Zeit viele Erdstöße, von denen einige sichtbare Spannungsrisse verursachten. Effektiv gab es historischen Aufzeichnungen zufolge zwischen 1040 und 1964 n. Chr. viele schwere derartige Ereignisse in den und um die Bozdağlar. Rezente Dynamik der Tektonik im Umfeld der Horst- und Grabenstrukturen zeigt sich auch in den hydrothermalen Aktivitäten der Region: Die Provinz Manisa ist in Bezug auf geothermische Quellen eine der reichsten Regionen mit dem höchsten geothermischen Potenzial in der Türkei. Zu den 9 für die Provinz ausgewiesenen Plätzen mit dem größten Enerdiepotenzial zählen das Geothermalgebiet zwischen Salihli und Ahmetli, zwischen Kavaklıdere und Salihli sowie zwischen Alaşehir und Kavaklıdere bzw. zwischen Sarıgöl und Alaşehir sowie bei Ahmetli und Urganlı.

## Klimatische Situation
Die Bozdağlar als relativ große Region im ägäischen Teil Westanatoliens stehen generell aufgrund ihrer geografischen Lage unter dem Einfluss des mediterranen Westwindgürtels. Darüber hinaus wirken auch physikalisch-geographische Faktoren, wie die Meeresnähe, hypsometrische Situation und Reliefformen, auf das klimatische Geschehen. Deshalb teilt sich dort das Jahr thermisch in Perioden mit sehr heißen Sommern und milden Wintern mit ausgeprägten Übergangsjahreszeiten. Die Amplitude zwischen den Ebenen und den Bergregionen ist zwar nicht allzu hoch, aber je nach Höhenlage ist von Ort zu Ort eine Temperaturdifferenz von 5–10 °C zu erkennen. Nach den Daten der fünf Klimastationen Salihli, Bayındır, Alaşehir, Bornova und Ödemiş im Umfeld des Bozdağlar-Massivs schwankt die mittlere Jahrestemperatur zwischen 16,5 °C (Salihli) und 17,4 °C (Bayındıır). Allerdings liegen alle diese Stationen im Tiefland unter 200 m Höhe. Natürlich sind die Jahresdurchschnittstemperaturwerte auf dem Bozdağlar-Hochgebirge, für das Klimadaten nur bedingt vorliegen, 5–10 °C niedriger als in der Ebene. Der Höhenfaktor und die Wirkung polarer Luftmassen aufgrund von Frontbewegungen, insbesondere im Winter, führen in den Höhen der Bozdağlar zu einem deutlichen Temperaturabfall, was auch die Jahresmitteltemperatur in den höheren Lagen deutlich senkt. Die nach der Lapse-Rate-Methode von Asaf Koçnan erstellten Isothermenkarten der Bozdağlar-Region geben diesbezüglich zumindest einigermaßen erkennbare Sommer- (Juli), Winter- (Januar) und Jahres-Mitteltemperaturwerte für unterschiedliche Höhenstufen in den Bozdağlar: Demnach liegen letztere Werte in den Ebenen bei 15 °C bis 17 °C und nehmen parallel mit zunehmender Höhe bis auf 10 °C ab. Die 17 °C-Isotherme umgibt die Gebiete in einer durchschnittlichen Höhe von 100–200 m, und die 15 °C-Isotherme zeigt einen Verlauf nahe der 500-Meter-Isohypse. Darüber sinkt die Temperatur auf den Plateauflächen des Bozdağlar-Massivs bei etwa 1000–1200 m Höhe auf 13-11 °C ab. Dort, wo die Lage auf der Hauptmasse der Bozdağlar 1500 m Höhe übersteigt, und besonders in noch höheren Regionen, wie dem Bozdağ (2159 m) oder dem Ayıdağ (1829 m) und Hacıalikarlığı Tepe (1839 m) im Osten, kann man von Werten unter 7–9 °C Jahresmitteltemperatur ausgehen.
Andererseits unterscheidet sich die Temperaturverteilung zwischen den Nord- und Südhängen der Bozdağlar je nach Ausrichtung und Hangneigung. An den weniger abfallenden Nordhängen der Bozdağlar sinkt die Temperatur nach Osten hin schneller als im Westen. An den stark geneigten Südhängen und zum Landesinneren hin ist die Temperaturabnahme dagegen langsamer. Im Januar sind die Kontraste zwischen Küçük Menderes-Becken und der Gediz-Ebene, wo sich die Auswirkungen der Westwinde stärker in Bezug auf die Temperaturverteilung widerspiegeln, und dem hohen Bozdağlar deutlich zu erkennen. Man schätzt, dass in der östlichen Hälfte der Bozdağlar im Winter in Höhen über 1200 m die Temperaturen auf unter −2 °C und über 1500 m auf weniger als −4 °C fallen, während sie im westlichen Teil, insbesondere rund um die für warme Westwinde offene Bucht von İzmir sowie in den westlichen Becken und im unteren Küçük Menderes-Tal, höher liegen. Im Sommer (Juli) zeigt sich die Temperaturverteilung in den Bozdağlar eher regelmäßig. Dann sind die wärmsten Teile natürlich die Ebenen im Norden und Süden sowie die Gebiete mit einer durchschnittlichen Höhe von bis zu 500 m mit einer Durchschnittstemperatur von über 27 °C. Mit zunehmender Höhe fallen die Werte sehr langsam auf 21–23 °C, dann aber über 1400 m Höhe unter 19 °C.

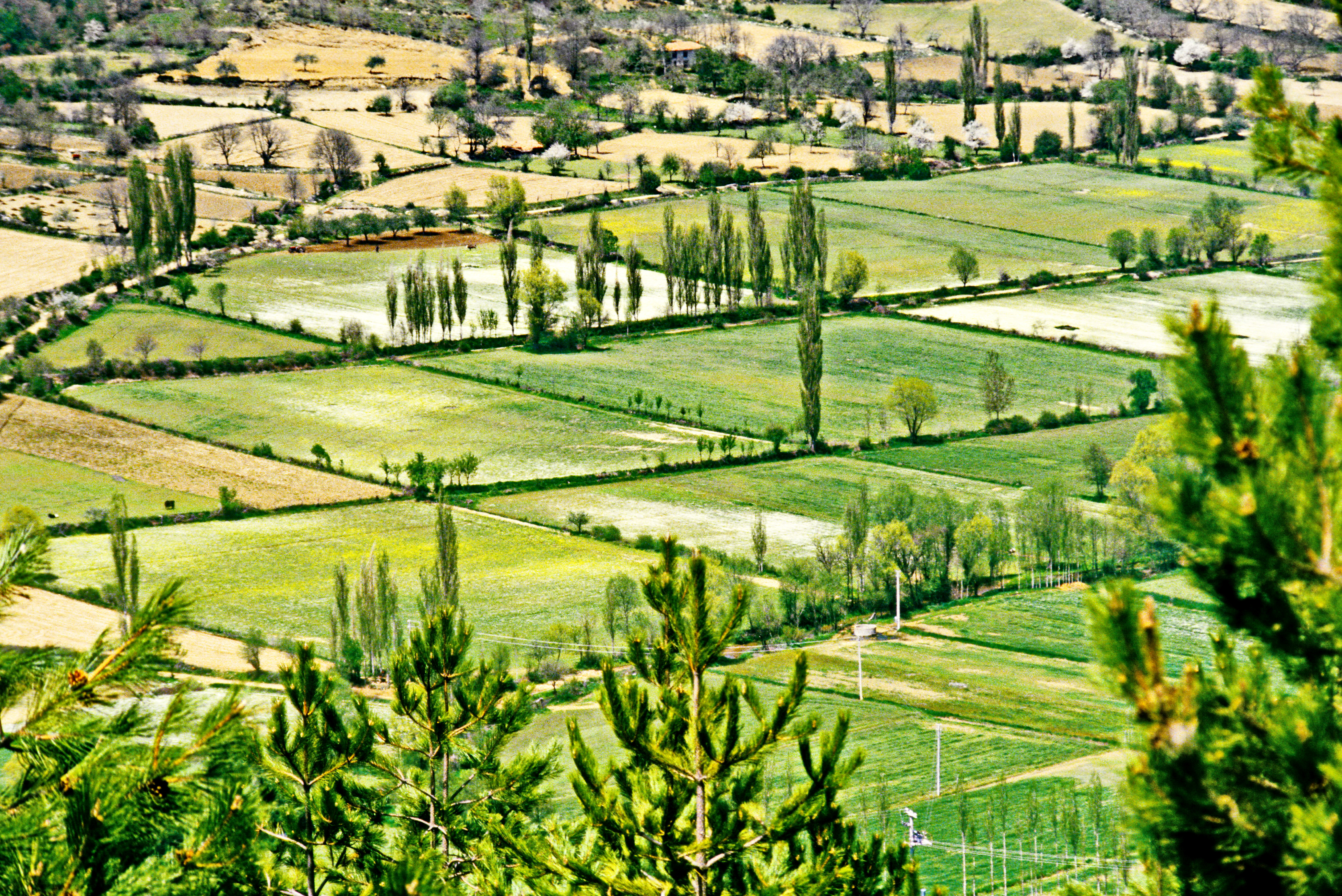
Von vorangegangenen Frühjahrs-Niederschlägen geflutete Feldflur in der Bozdağ Ovası (Bozdağ-Ebene) in den Bozdağlar.

Was die Niederschläge betrifft, so können die Ebenen um die Bozdağlar sowie die Hänge des Gebirges in durchschnittlich 500 m Höhe als mäßig regnerisch angesehen werden. In den westlichen Teilen nahe der Ägäisküste und dem Einzugsgebiet des Küçük Menderes fallen durchschnittlich 600–700 mm pro Jahr. In der Senke des Gediz Nehri nimmt diese Niederschlagsmenge zum Binnenland hin ab und fällt auf etwa 500 mm/Jahr. Hier trifft die 600 mm Isohyete die Orte über 250 m Höhe. Natürlich nehmen die Niederschläge auch dort allmählich mit der Höhe zu. Dieser Anstieg ist insbesondere im Winter langsamer, da die Luftströmungen an den Südhängen der Bozdağlar parallel zur orografischen Richtung aufsteigen. Der Niederschlag erreicht auf 1000–1200 m Höhe nur 900 mm/Jahr, nimmt allerdings je nach Reliefbedingungen unterschiedlich zu. Beispielsweise übersteigt die jährliche mittlere Niederschlagsmenge von Kemalpaşa mit 1000 mm die vom 25 km weiter östlich gelegenen Turgutlu (634 mm) deutlich. In diesem Fall erhalten die meisten Niederschläge östlich der Bucht von İzmir das Nif-Gebirge und die Kemalpaşa-Region (800–1000 mm), zudem Teile der höheren Plateauabschnitte der Bozdağlar, wie Gölcük, Gündalan, Lübbey und Subaşık (900–1000 mm), deren Höhe 1000 m übersteigt, und schließlich erhält die Hauptmasse der Bozdağlar mehr als 1100 mm. Die höchsten durchschnittlichen jährlichen Niederschlagswerte erreichen im Ort Bozdağ 1362,6 mm/Jahr, allein zwischen November und April 1168,8 mm (85 %). Daher sind die jährlichen durchschnittlichen Niederschlagswerte von Bozdağ 2,8-mal höher als in Salihli und 1,9-mal höher als in Ödemiş. Der Hauptgrund für die Niederschlagszunahme ist natürlich der Höhenunterschied, denn Bozdağ liegt auf 1150 m, Salihli auf 111 m und Ödemiş auf 122 m.
Die jahreszeitlichen Feucht- und Trockenphasen verlaufen an allen Klima-Stationen weitgehend ähnlich ab: Ab Oktober nehmen die Niederschläge zu, höchste Werte werden im Dezember erreicht, während der Rückgang im Juni beginnt – mit niedrigsten Werten im August. Trotz dieser Ähnlichkeit in der Niederschlagsverteilung gibt es Unterschiede von Westen zu den inneren Landesteilen. Der Winter ist überall die regenreichste Jahreszeit, dabei übersteigt die Niederschlagsrate dann im Westen 50 %, während sie in Salihli und Alaşehir im Landesinneren nur etwa 45–47 % beträgt. Das liegt vor allem an den Ostwinden, die im Winter häufig von Osten in das Gediztal eindringen, dabei aber nur sehr wenig Feuchtigkeit mitbringen. In der Küçük Menderes-Ebene südlich des Bozdağlar, die von Osten her geschlossen ist, ist die Frequenz der Ostwinde dagegen gering und entsprechend der Niederschlag höher. Der Frühling ist ebenfalls eine Jahreszeit mit hoher Niederschlagsrate, da Fronten von den ägäischen Küsten kommend eine Weile im Landesinneren verweilen oder Konvektionsniederschläge nach dem Abzug der Front auftreten. Der Herbst hat einen Niederschlagsanteil von nur 20 %, und in der Sommersaison überschreiten die Niederschlagsraten nirgendwo 5 %. Demnach lässt sich das vorherrschende Niederschlagsregime im Bozdağlar-Massiv durchaus als generell „mediterran“ einordnen.

## Vegetationsgeographische Aspekte
Das Bozdağlar-Gebirge ist eines der am besten untersuchten Gebiete der türkischen Ägäis-Region in Bezug auf Pflanzen. Es gibt viele Pflanzenarten, die in der Türkei endemisch sind. 38 Pflanzentaxa im Gebiet der Bozdağlar erfüllen die ÖDA-Kriterien (Önemli Doğa Alanı = wichtige Naturregion). Die bekannte weltweite Verbreitung einiger Arten, wie Anthemis xylopoda (Acker-Hundskamille), Chionodoxa luciliae (Sternhyazinthe/Schneeglanz), Hieracium tmoleum (Tmolos Habichtskraut) und Ornithogalum improbum (Bozdağ-Milchstern, endemisch), ist auf die Bozdağlar beschränkt. Trockenwälder bilden die dominierende natürliche Pflanzenformation der Bozdağlar, die vollständig unter dem Einfluss des mediterranen Klimas steht. Wälder mit Kalabrischer Kiefer (Pinus brutia) und verschiedene Eichenarten (Valloneneiche/Quercus ithaburensis//Taboreiche, Zerreiche/Quercus cerris, Galleiche/Quercus infectoria, Flaumeiche/Quercus pubescens) in den unteren Partien, vor allem im östlichen Teil, werden in den oberen Stufen durch Schwarzkiefer (Pinus nigra) und Eichen (ungarische Eiche/Quercus frainetto, Flaumeiche, Zerreiche) abgelöst. Bedauerlicherweise sind die meisten natürlichen Wälder auf den Bozdağlar weitgehend degradiert oder zerstört. Einige Partien wurden allerdings in besonderen Kampagnen neu gepflanzt. So begann man in den 1960er Jahren bei Gölcük mit der Aufforstung der heute dichten Wälder an den Hängen des Gölcük-Beckens mit dem Gölcük-See.

### Die Nordseite der Bozdağlar

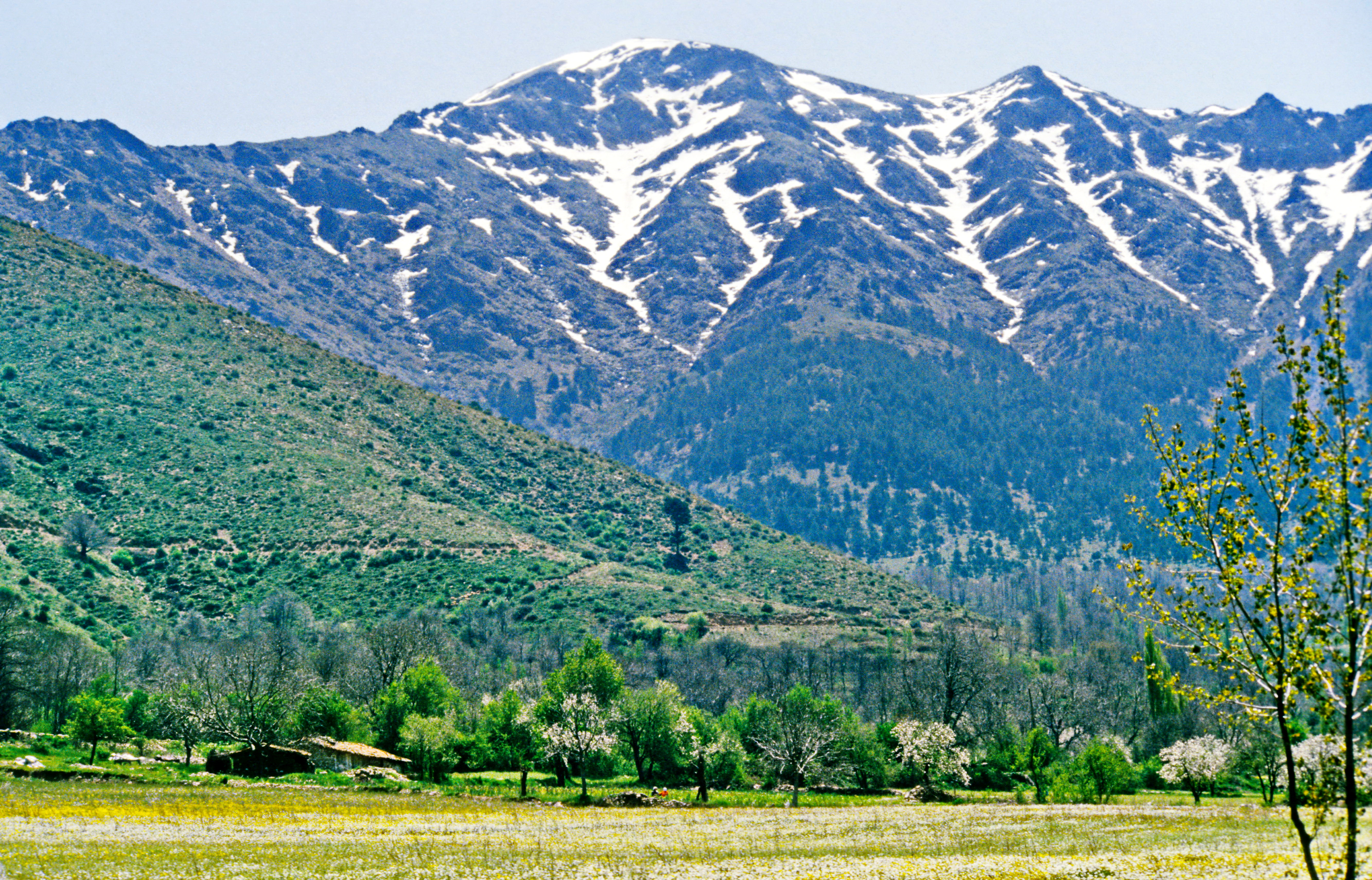
Im späten Frühjahr (Mai) zeigt das Bozdağlar-Massiv in der Ägäis-Region (Westtürkei) noch winterliche Schneereste.

In den Höhenlagen der Nordteile des Bozdağlar-Massivs bilden Kastanien partiell Gemeinschaften. Der Bozdağ selbst, der höchste Punkt des Massivs, erhebt sich waldlos und kahl. An seinem Nordhang liegt die Obergrenze der weitgehend zerstörten Wälder mit Schwarzkiefernbeständen auf 1600 m. Dort wird das Gelände oberhalb von Zwergwacholder (Juniperus procumbens s. Nana), Tragant (Astragalus), Hirtenkissen (Acantholimon) und Tüpfelfarn (Polypodium vulgare) beherrscht. Da die Erhebungen von Çaldağ (1034 m) und Dibek Dağı (1100 m) im Norden der Bozdağlar nicht sehr hoch sind, findet man subalpine Vegetation im Allgemeinen dort nicht, sondern eher im südlichen Teil der Bozdağlar oberhalb der Schwarzkiefernwälder nach 1400–1500 m Höhe. Auf den oberen Partien des Bozdağ z. B. entwickeln sich subalpine Hochgebirgspflanzen zwischen März-April und Juli, wenn die Schneedecke nicht zu lange (15–30 Tage) dauert und Feuchtigkeit und insbesondere Temperaturbedingungen ausreichend sind. Unter den Arten der dortigen charakteristischen subalpinen Pflanzen  – speziell auf dem Bozdağ-Gipfel, auf den Yaylas Büyük und Küçük Çavdar, den Gündalan-Plateaus und ihrer Umgebung – findet man, neben Schwingel Polstergras (Festuca pinifolia), asiatischer Miere (Minuartia juressi), Wenigblättrigem Milchstern (Ornithogalum oligophyllunt), Habichtskraut (Plosella hoppeana), Berg-Gliedkraut (Sideritis lanata), Orientalischem Helmkraut (Scutellaria orientalacetalis), Nelken (Dianthus), Kappadokischer Trespe (Bromus cappadocicus), Kaskaden-Thymian (Thymus longicaulis), Kretischer Hundskamille (Anthemis cretea), Dolden-Spurre (Holosteum umbellatum), Vergissmeinnicht (Myosotis cf. Ramosissima), Stinkendem Pippau (Crepis foetida), Scharbockskraut (Ranunculus ficaria), Anatolischem Ginster (Genista anatolica) und Fünfzähliger Weißmiere (Moenchia mantica), am meisten wohl den Schmalblättrigen Polster-Tragant (Astragalus angustifolius), den gelblichen Tragant (Astragalus flavescens), Igelpolster/Stachelige Sparsamkeit (Acantholimon acerosum) und Alpenwacholder (Zwergwacholder, Juniperus communis s. nana).

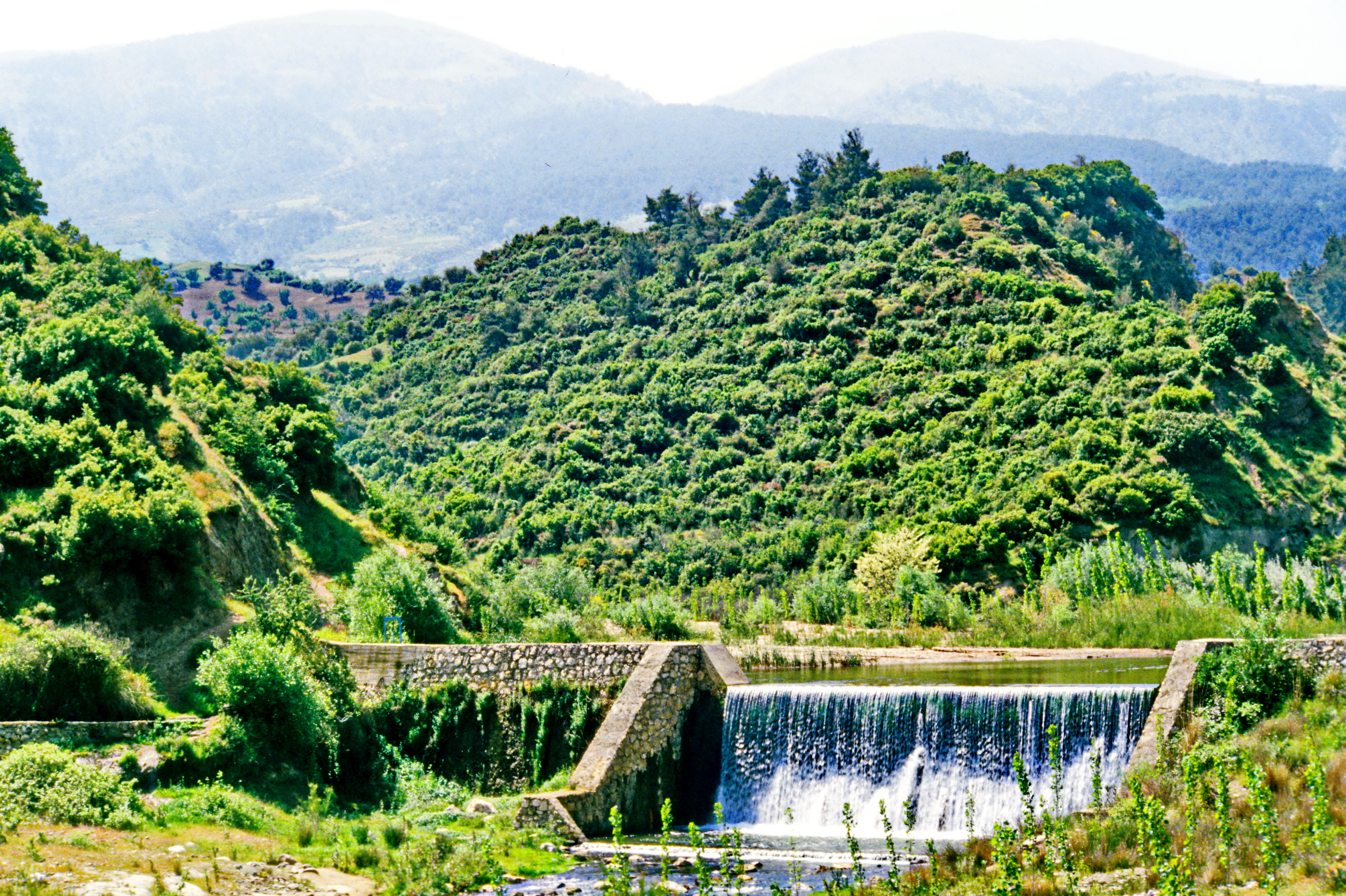
Von dichter Macchie-Vegetation überdeckte Erosionslandschaft in den nördlichen Bozdağlar bei den unteren Kurşunlu-Wasserfällen (Kurşunlu Şelalesi) bei Bahçecik.

Was neben Waldresten nicht agrarwirtschaftlich genutzt wird, ist weitestgehend von Macchie und/oder Garrigue eingenommen. Die Macchie beginnt bereits an den unteren Hängen des Massivs und erreicht dort weite Verbreitung, wo der Wald zerstört ist, aber auch innerhalb der unteren Vorkommen der Kalabrische Kiefer (Pinus brutia) und der Eichenwälder. An diesen Orten gibt es verschiedene Arten von Macchie mit charakteristischen mediterranen Pflanzengemeinschaften. Je nach Feuchtigkeit, Rauheit, Ausrichtung, Relief, Höhenlage und Bodenbeschaffenheit weisen diese Arten jedoch sowohl an Nord- und Süd- als auch an Ost- und Westhängen eine recht unterschiedliche Verbreitung auf.

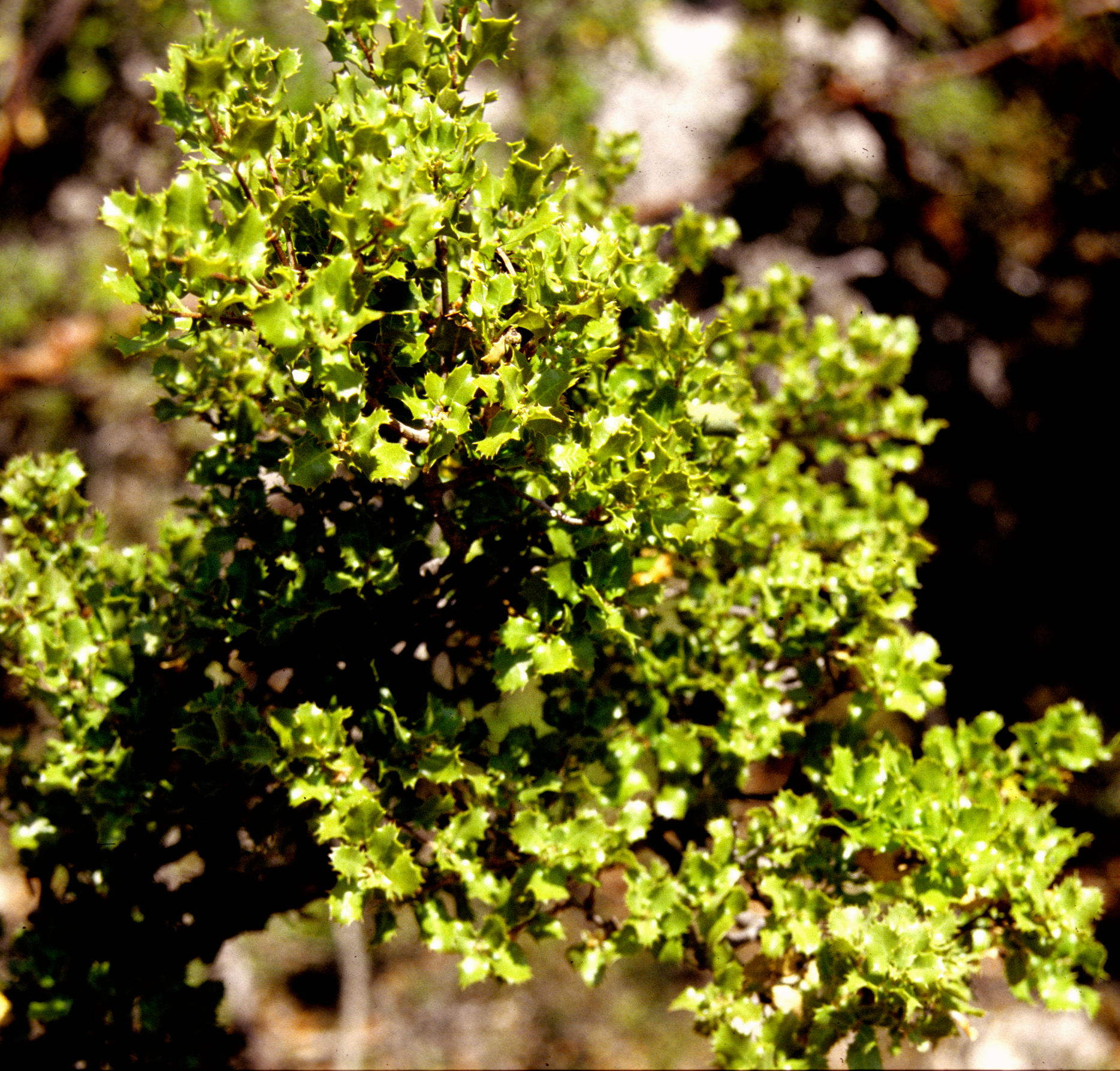
Bozdağlar-Massiv: Kermeseiche (Quercus coccifera) in der Macchie..

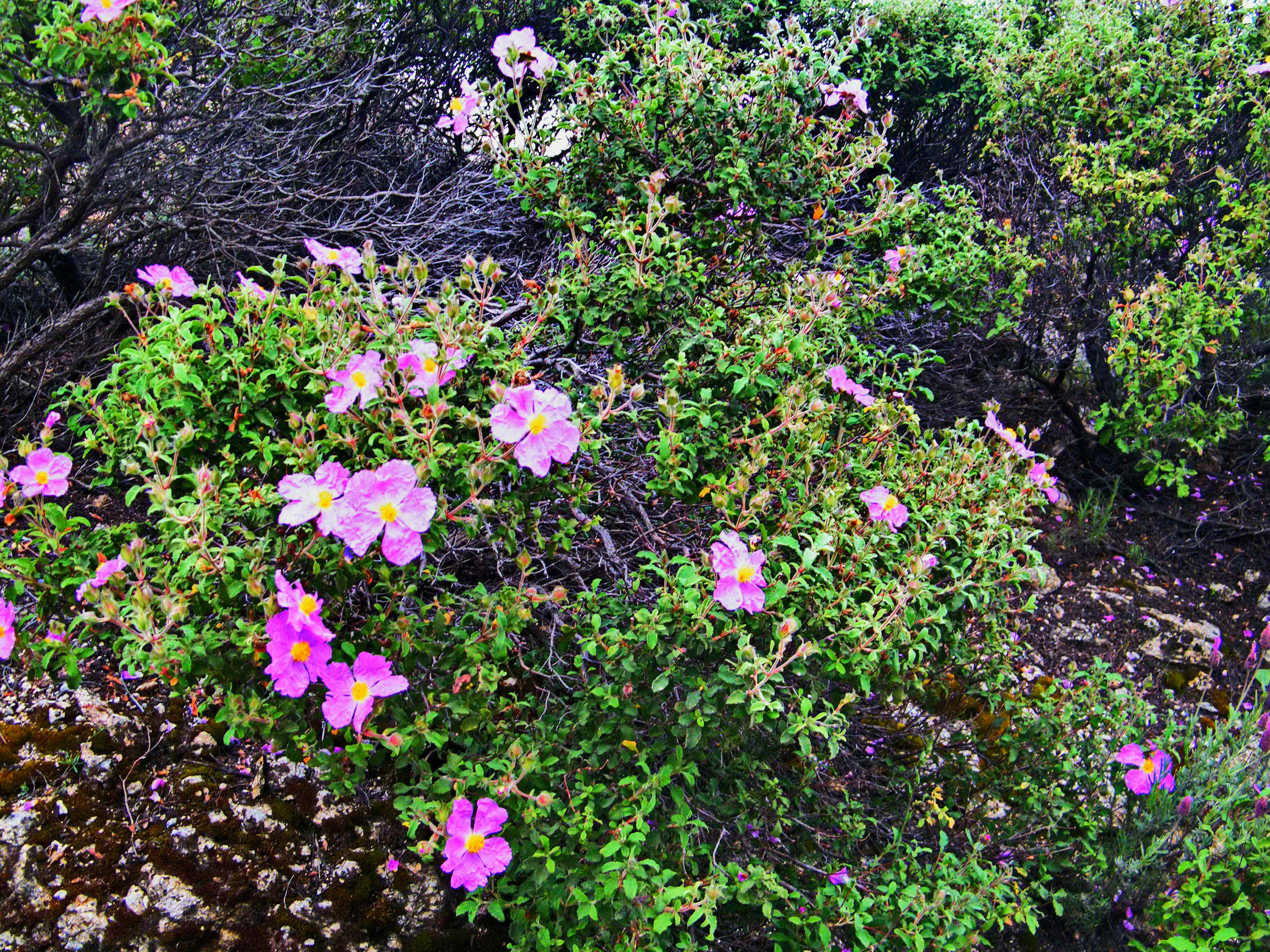
Bozdağlar-Massiv: Zistrosen in der Macchie.

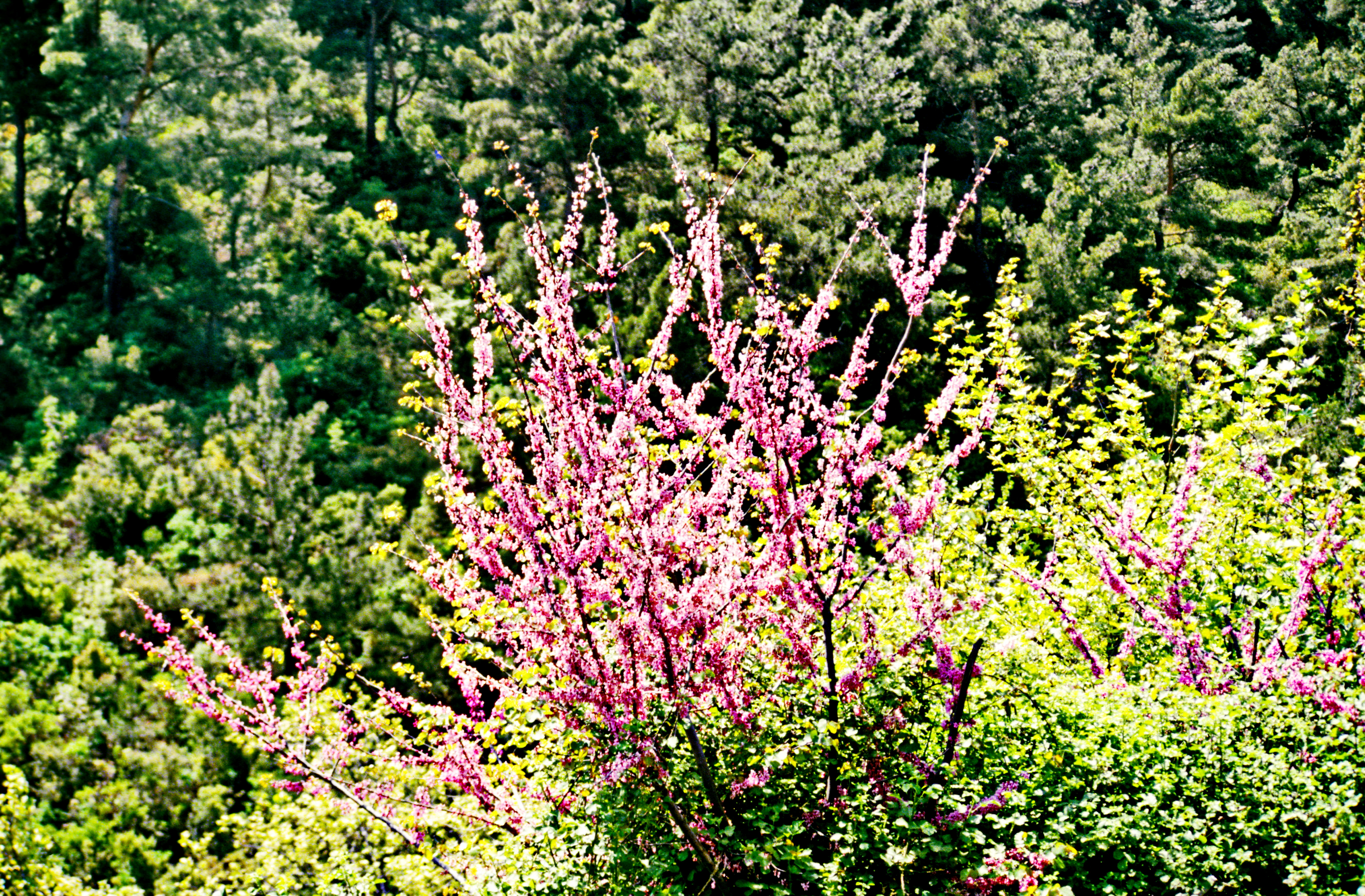
Blühender Strauch eines Cercis siliquastrum (Judasbaum) in der Macchie in den Bozdağlar bei Bahçecik.

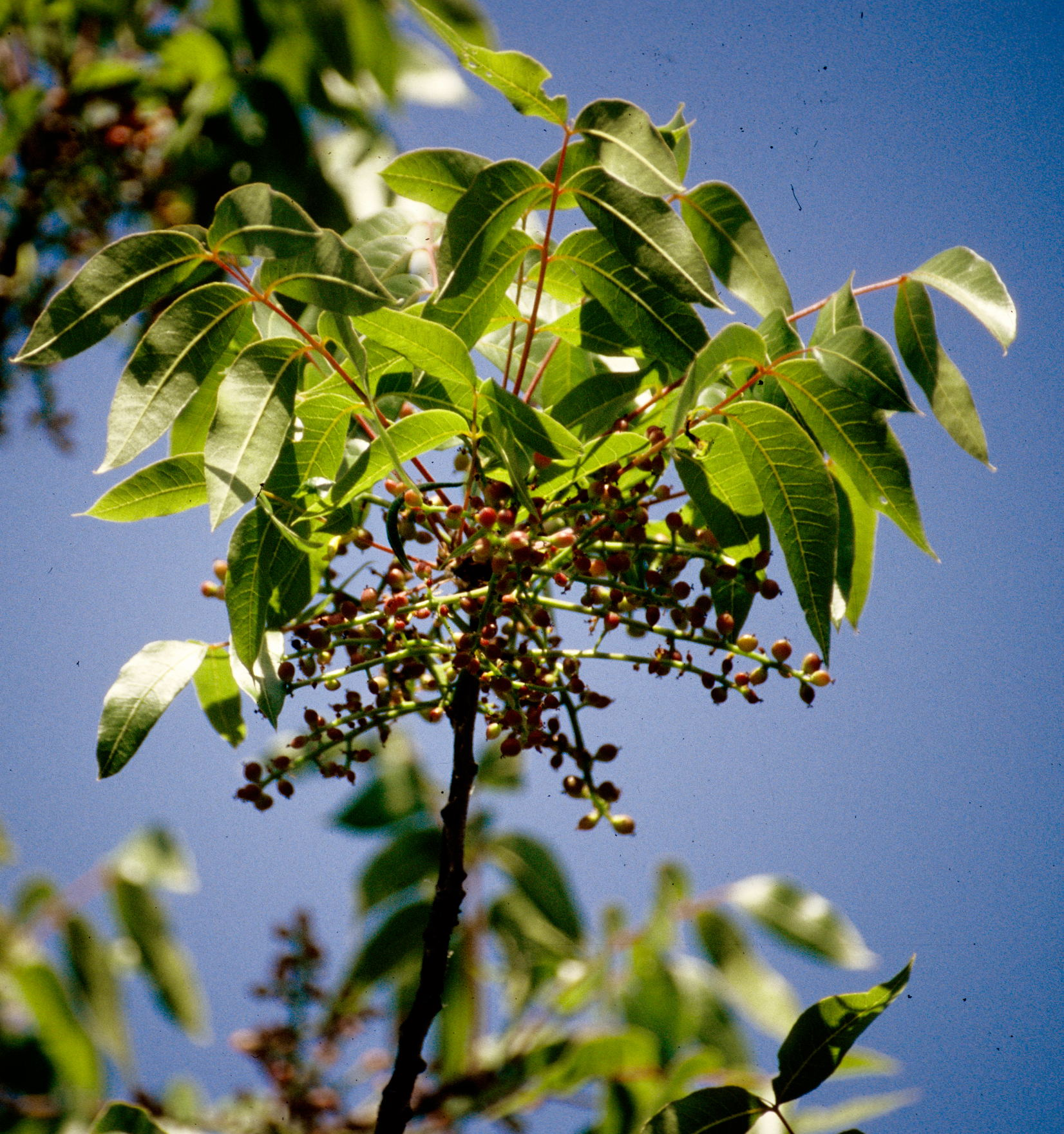
Bozdağlar-Massiv: Terebinthe (Terpentin-Pistazie, Pistacia terebinthus) in der Macchie.

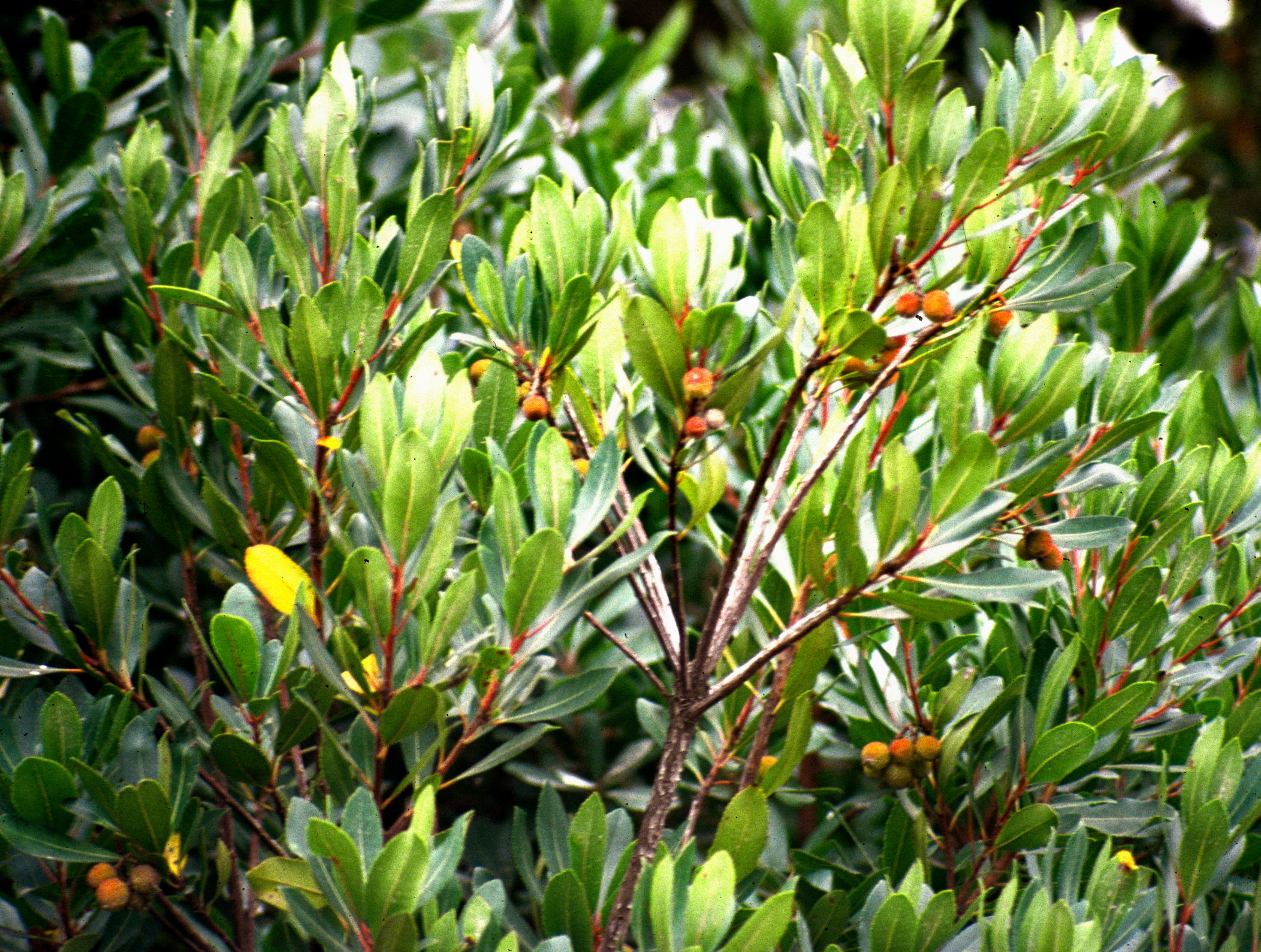
Bozdağlar-Massiv: Östlicher Erdbeerbaum (Arbutus andrachne) in der Macchie.

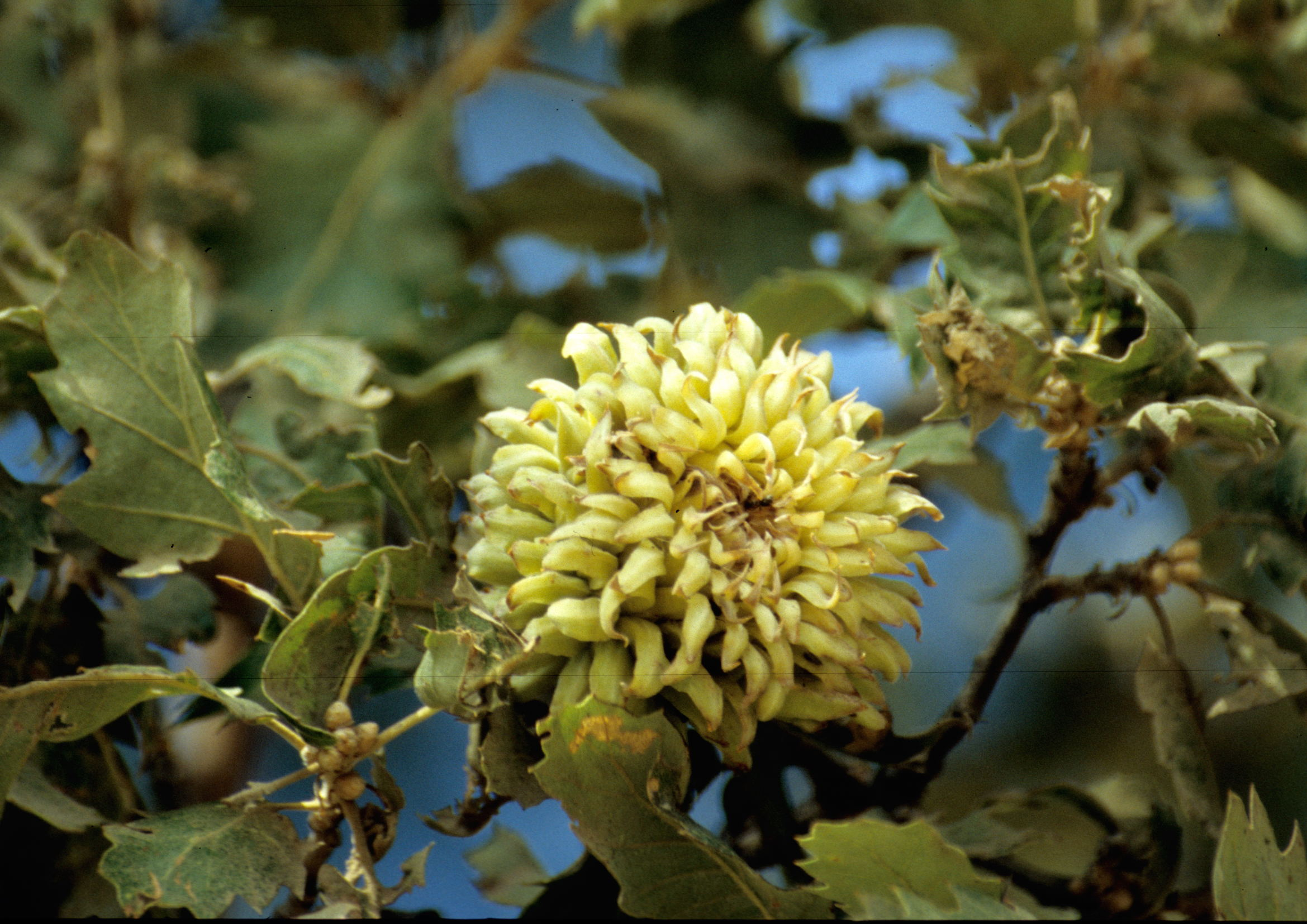
Bozdağlar-Massiv: Walloneneiche in der Macchie.

Die unteren Nordhänge der Bozdağlar, die der Turgutlu-Ebene zugewandt sind, zeigen zumeist ein leicht hügeliges Gelände, das von zahlreichen kleinen Bächen zerteilt wird. Diese Bereiche sind mit einer Garrigue-Formation bedeckt, deren dominierendes Element die Kermes-Eiche ist. Insbesondere südlich der Ebenen von Turgutlu und Salihli, setzt sich die von der Kermes-Eiche dominierte Garrigue -Formation über den Tmolos-Ablagerungen fort, wo flachgründige Regosol-Böden mit geringer Wasserhaltekapazität, arm an organischen Stoffen und übermäßig entwässert sind. Die Macchie-Formation gewinnt an Intensität, wenn sie von den Tmolos-Sedimenten in die Haupthänge übergeht. Obwohl Macchie-Arten wie Steinlinde, Taumel-Lolch, Salbeiblättrige Zistrose, Judasbaum und Terpentin-Pistazie (Terebinthe) fast überall bis zu 450–500 m zu finden sind, ist der westliche Erdbeerbaum und der Sandelholzbaum, die im westlichen Teil Verbände bilden, dort verschwunden, weil sie die gewünschten Feuchtigkeitsbedingungen nicht mehr vorfinden, denn die Niederschlagsmenge ist in diesem Bereich im Vergleich zum Westen recht gering. Auch die Myrte, die auf 300–350 m Höhe abgelegene Täler um die Orte Turgutlu und Yiğitler besetzt, verschwindet um Salihli herum. Vor den steilen Anstiegen von der Alaşehir-Ebene, gibt es lokale Garrigue- und Walloneneichen-Bestände (Quercus ithaburensis) auf übermäßig drainierten (trockenen) Tmolos-Sedimenten, die durch Überschwemmungs- und Erosionskerben fragmentiert sind. Dort bilden auch Kalabrische Kiefern (Pinus brutia) lokale Gemeinschaften um 300–350 m Höhe, und die Macchieformation verdichtet sich dort in der unteren Partien. Bemerkenswert ist dabei, dass die Eichenbestände in der Macchie dort neben ihrer Baumform auch ihren Artenreichtum verlieren. Dass in der dortigen Macchie, die den Unterwuchs der Kalabrische Kiefern bildet, nur wenige Eichenarten vertreten sind, hängt damit zusammen, dass die lichtbedürftige Macchie-Gemeinschaft ihren Lebensraum aufgrund des Lichtmangels dort nicht findet.
Ab etwa 300–350 m Höhe dominiert an den Rändern des Çaldağ (1407 m) und des Kandil Tepe (549 m) die Macchie und bildet bis zu 550–600 m Höhe zusammen mit Aleppo-Eiche (Färber-Eiche, auch Galleiche, Quercus infectoria) in zerstörten Gebieten mit Rotkiefernwäldern (Kalabrische Kiefer) die untere Schicht. Diese meist baumförmige Formation mit einer Höhe von 3–4 m umfasst als häufigste Macchie-Arten Stechwacholder, Erdbeerbaum, Terpentin-Pistazie, Binsenginster, Salbeiblättrige Zistrose (Cistus salviifolius) und Judasbaum. Dazu gesellen sich Stinkstrauch (Anagyris foetida), Weißdorn und Wildbirne. Oleander, Myrte und Lorbeer kommen dort an Bächen vor. Sandelholz, Steinlinde und Judasbaum verschwinden ab 750 m. Bis 800 m Höhe sind dann Stechwacholder, Judasbaum und Salbeiblättrige Zistrose auffällig. Der Stechwacholder verschwindet auf 800–900 m, wo sich der Judasbaum breit gemacht hat. Ein markantes Merkmal an den Nordhängen des westlichen Teils des Bozdağlar-Gebirges ist die Vereinigung der Aleppo-Eiche (Quercus infectoria) mit dem Östlichen Erdbeerbaum an den Nordhängen des Kapaklı-Hügels in einer Höhe von 900–950 m und unter den Schwarzkieferwäldern. Dieser Verband, unter dem keine andere Art zu finden ist, besteht aus 1,5–2 m hohen Bäumchen. Stechwacholder (Juniperus oxycedrus) ist das einzige Macchie-Element, das an den Hängen von Kapaklı Tepe und Çaldağ bis zu 1100 m hoch wächst. Diese Art bildet dort an den Osthängen eine Gemeinschaft mit Lorbeerblättriger Zistrose (Cistus laurofolius) unter den Schwarzkiefernwäldern.

### Die Süd- und Westseite der Bozdağlar
Die Südteile des Massivs haben etwas andere Klimaverhältnisse als die Nordhänge. Unterschiedliche Niederschläge und Temperaturen bewirken dort ein Ansteigen der Macchie und eine Diversifizierung der Artenverteilung aufgrund ihrer ökologischen Ansprüche. An den feuchteren West- und Nordwesthängen haben Feuchte liebende Macchiearten einen Lebensraum gefunden. An den Südhängen, wo die Temperaturen hoch sind, wird die Macchie reicher an xerischen (Trockenheit liebende) Arten und gewinnt an Höhe. Andererseits gibt es in Richtung Osten aufgrund der Abnahme der Meereseffekte (Feuchte) eine begrenzte Anzahl von Macchie-Arten, die gegen trockenere Bedingungen resistent sind. Sehr gut entwickelt und artenreich ist die Macchie Im westlichen Teil der Bozdağlar und auf der Karabel-Schwelle, die das Massiv vom Kemalpaşa Dağı/Nif Dağı trennt, sowie am Karlıkbaşı Tepe (953 m) im Süden und an Südhängen bei den Dörfern Dereköy, Gökyaka, Cumalı und Karaot.

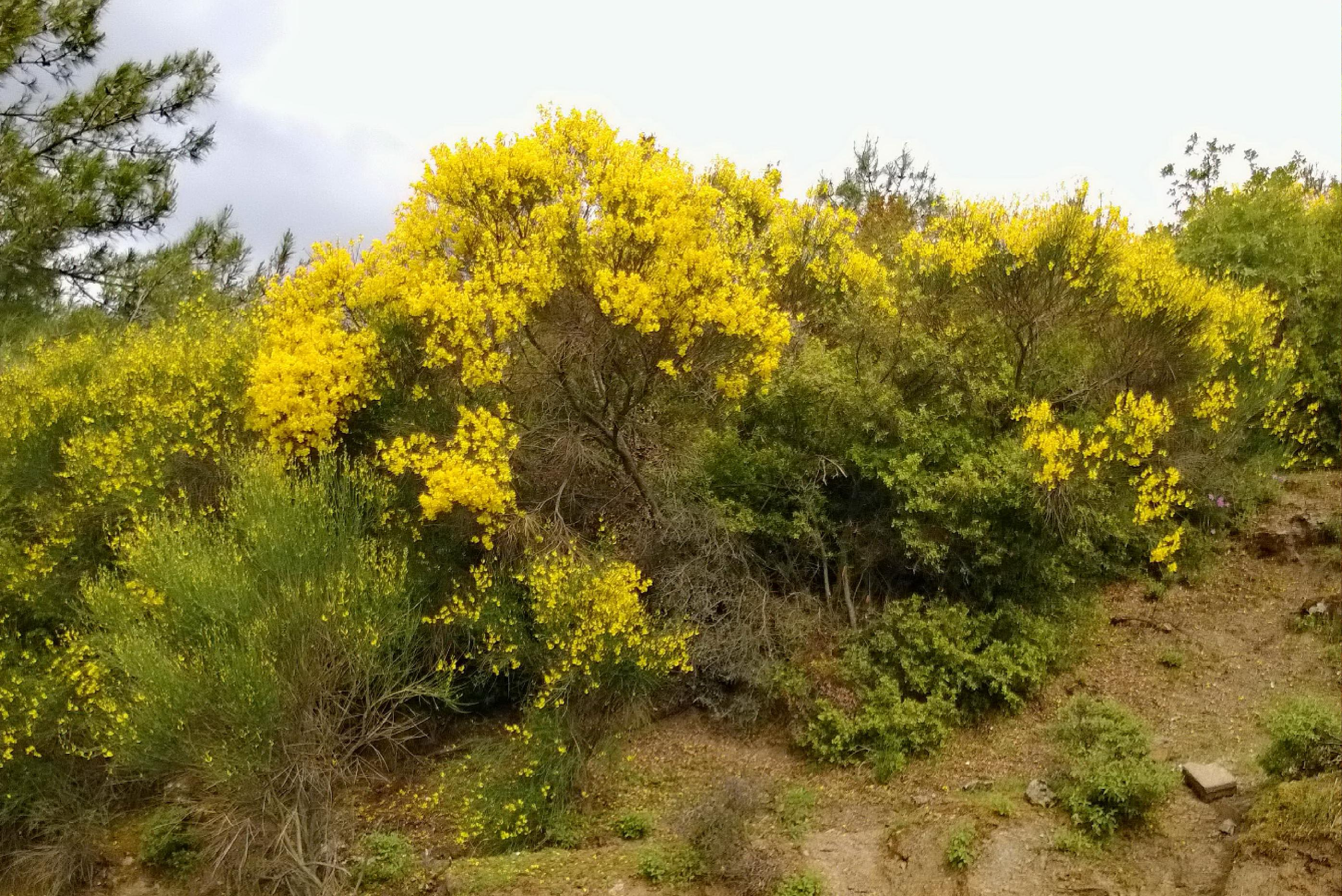
Bozdağlar-Massiv: Binsenginster in der Macchie.

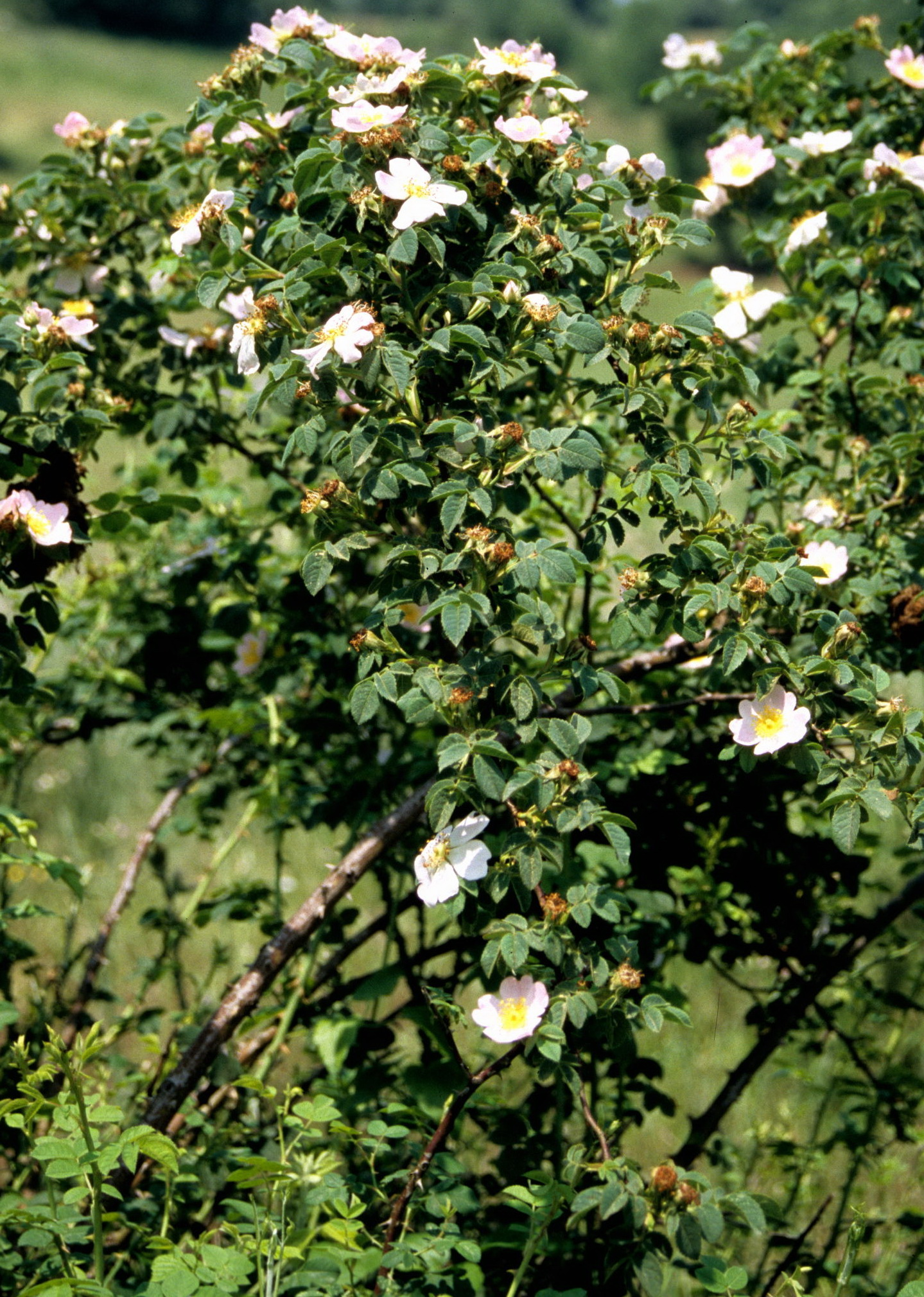
Bozdağlar-Massiv: Rosa Strauchrose (Rosa pulverulenta).

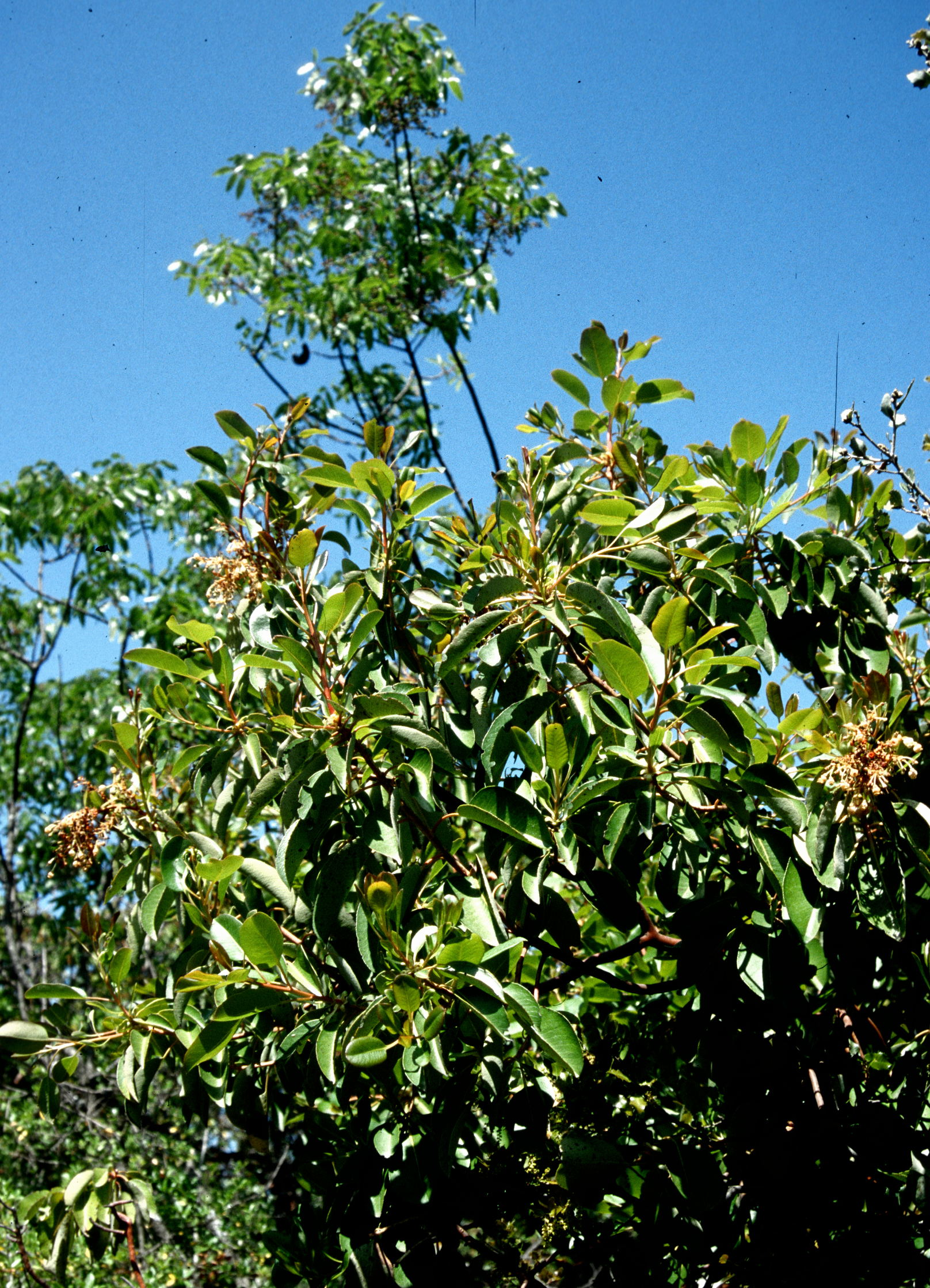
Bozdağlar-Massiv: Mastixstrauch (Pistacia lentiscus) in der Macchie.

Dort sind die häufigsten Arten bis auf 500 m Höhe in den degradierten Waldgebieten und unter den Wäldern der Kalabrischen Kiefer auf den kalkfreien braunen Waldböden entwickelt: Breitblättrige Steinlinde (Phillyrea latifolia), Kermez-Eiche (Quercus coccifera), Binsenginster (Sparium junceum), Terebinthe (Pistacia terebinthus), Storaxbaum (Styrax officinalis), Judasbaum (Cercis siliquastrum), Westlicher Erdbeerbaum (Arbutus unedo), wilde Olive (Olea oleaster), Stechwacholder (Junipenus oxycedrus), Salbeiblättrige Zistrose (Cistus salviifolius) und Östlicher Erdbeerbaum (Arbutus andrachne). Diese Arten kommen meist gemischt mit Galleiche (Aleppoeiche, Quercus infectoria) vor. Stellenweise mischen sich Arten, wie Wildrose (Rosa pulverulenta), Eingriffeliger Weißdorn (Hagedorn, Crataegus monogyna), Christusdorn (Paliurus spina-christi Mill.), Wildbirne (Oleaster-Blattbirne, Pyrus elaeagrifiola) mit dieser Pflanzengemeinschaft. Mastix (Pistacia lentiscus) steht unter anderem an Wegrändern und in niedrigen Lagen bis auf 350 m Höhe, während Myrte (Myrtus communis) vor allem in feuchten Tälern wächst. In anderen Macchie-Arten, die in Talbereichen und Tiefebenen zu sehen sind, findet man Lorbeer (Laurus nobilis) und Oleander (Nerium Oleander). Letztere steigen jedoch im Gegensatz zu Myrte und Mastixstrauch (Sakız ağacı/Pistacia lentiscus) bis zu 600 m Höhe. Taumel-Lolch (Rauschgras, Schwindelweizen, Tollgerste; Lolium Temulentum), das bis 500 m Höhe zu den häufigen Arten gehört, wird danach spärlich. Kermes-Eiche, Stechwacholder, Steinlinden und Terpentin-Pistazie bilden Einheiten an weniger geneigten Hängen, wo zwischen 500 und 750 m die Bodenbedeckung stellenweise dicht ist. Terpentin-Pistazie und Steinlinde reichen bis 800 m hinauf, Stechwacholder bis 1000 m unter den Schwarzkiefernwäldern, die ab 900–950 m zu dominieren beginnen. Der Östliche Erdbeerbaum (Arbutus andrachne), der als eine der feuchtigkeitsanspruchsvollsten Kulturen der Macchie gilt, ist auf den Kalksteinen am Westhang verbreitet. Darunter sind Ginster, Hagedorn und falscher Jasmin verstreut. Das Vorherrschen des Erdbeerbaums endet bei 750 m Höhe.

## Zur Siedlungs-Situation

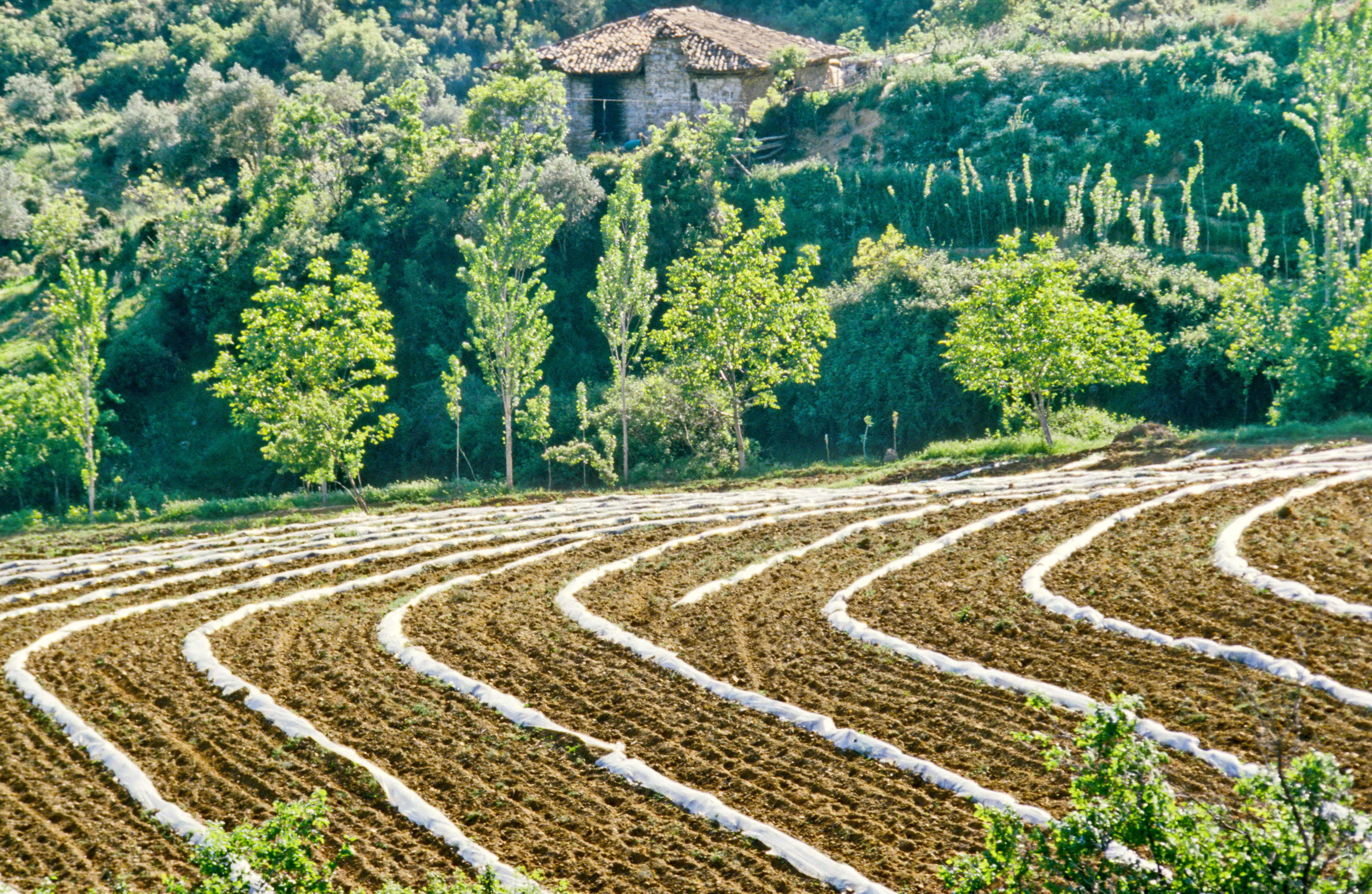
Intakte Feldflur mit Gutshof (Çiftlik; im Hintergrund) in den südlichen Bozdağlar bei Zeytinlik.

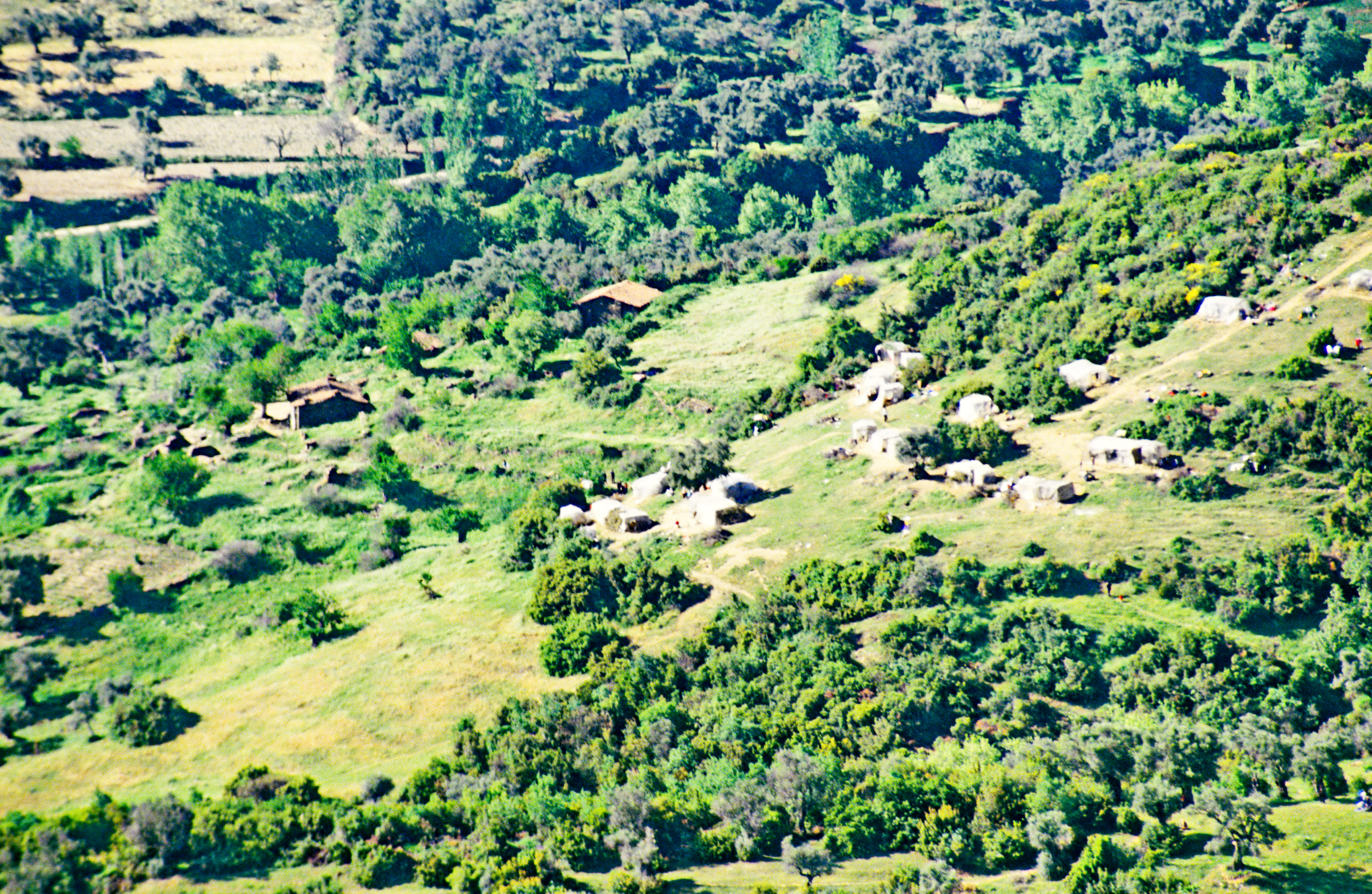
Typische Dam Yerleşme-Streusiedlung auf der Südseite der Bozdağlar oberhalb Ödemiş.

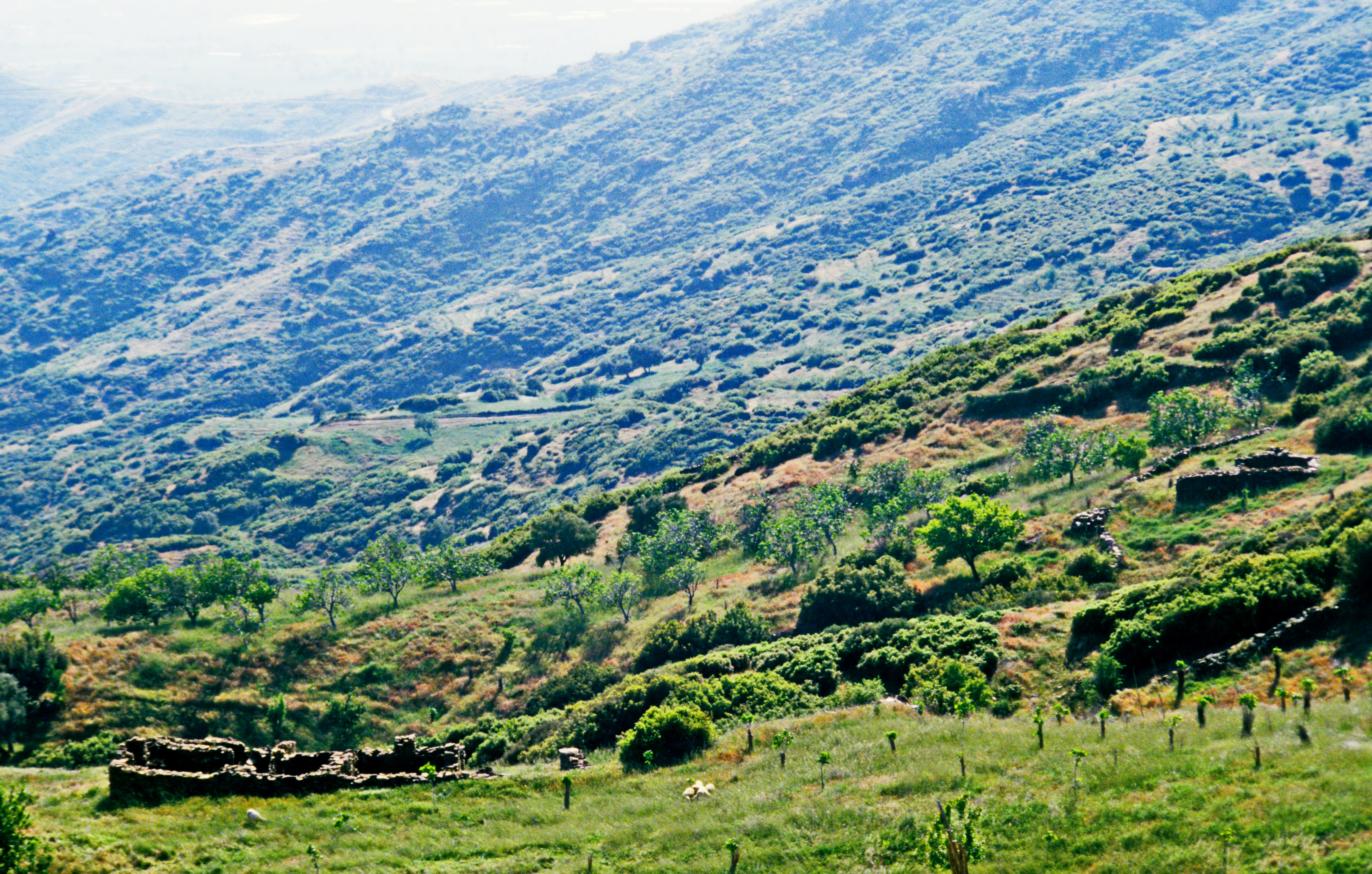
Aufgelassene Dam Yerleşme-Streusiedlung weitgehend von Macchie-Vegetation umgeben auf der Bozdağlar-Südseite.

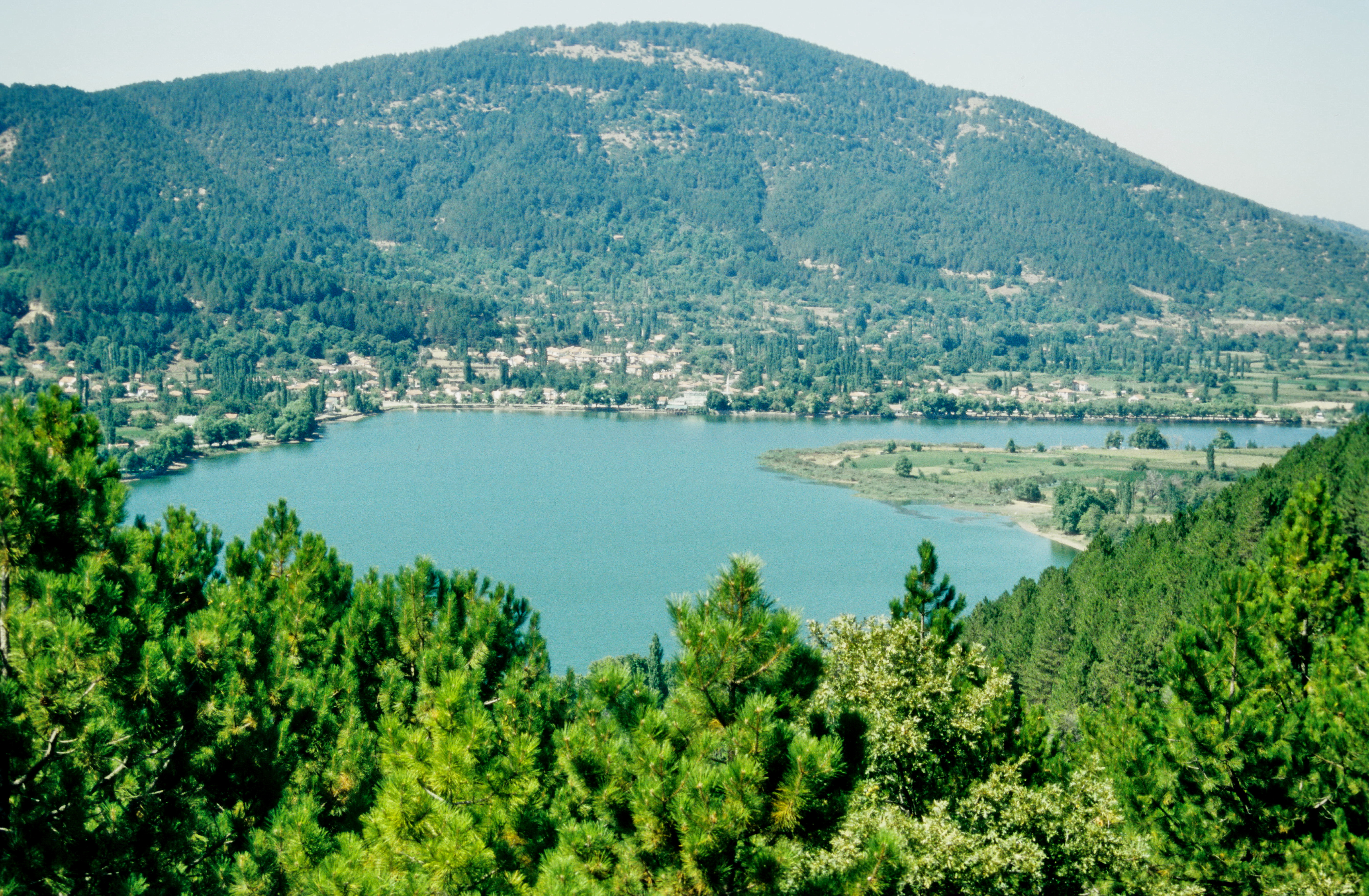
Blick auf den Gölcük Gölü (Gölcük-See) und den Ort Gölcük, Zentrum der Sommerfrische „Gölcük Yaylası“ bei Bozdağ in den Bozdağlar.

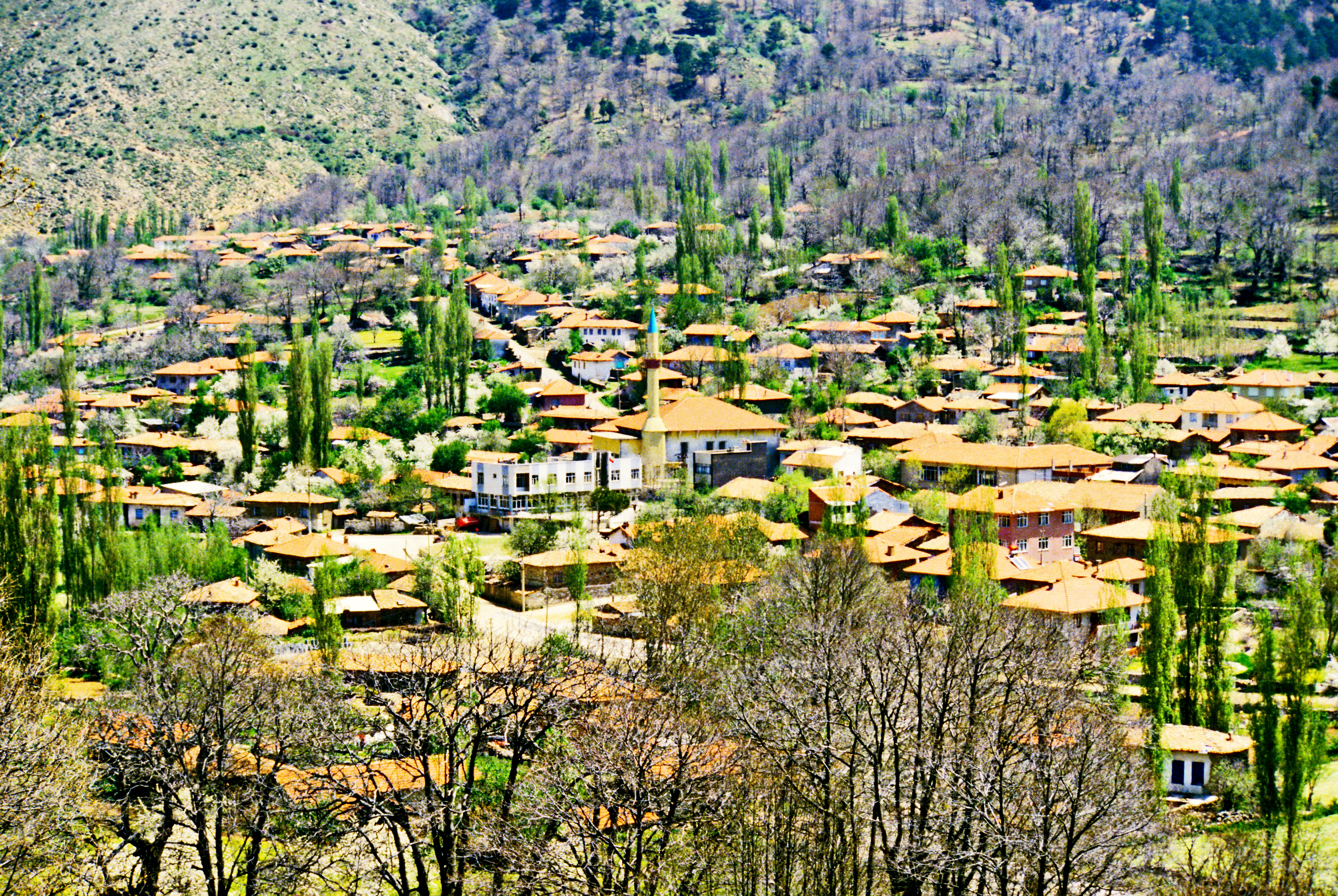
Blick von Westen auf den Ort Bozdağ in den Bozdağlar.

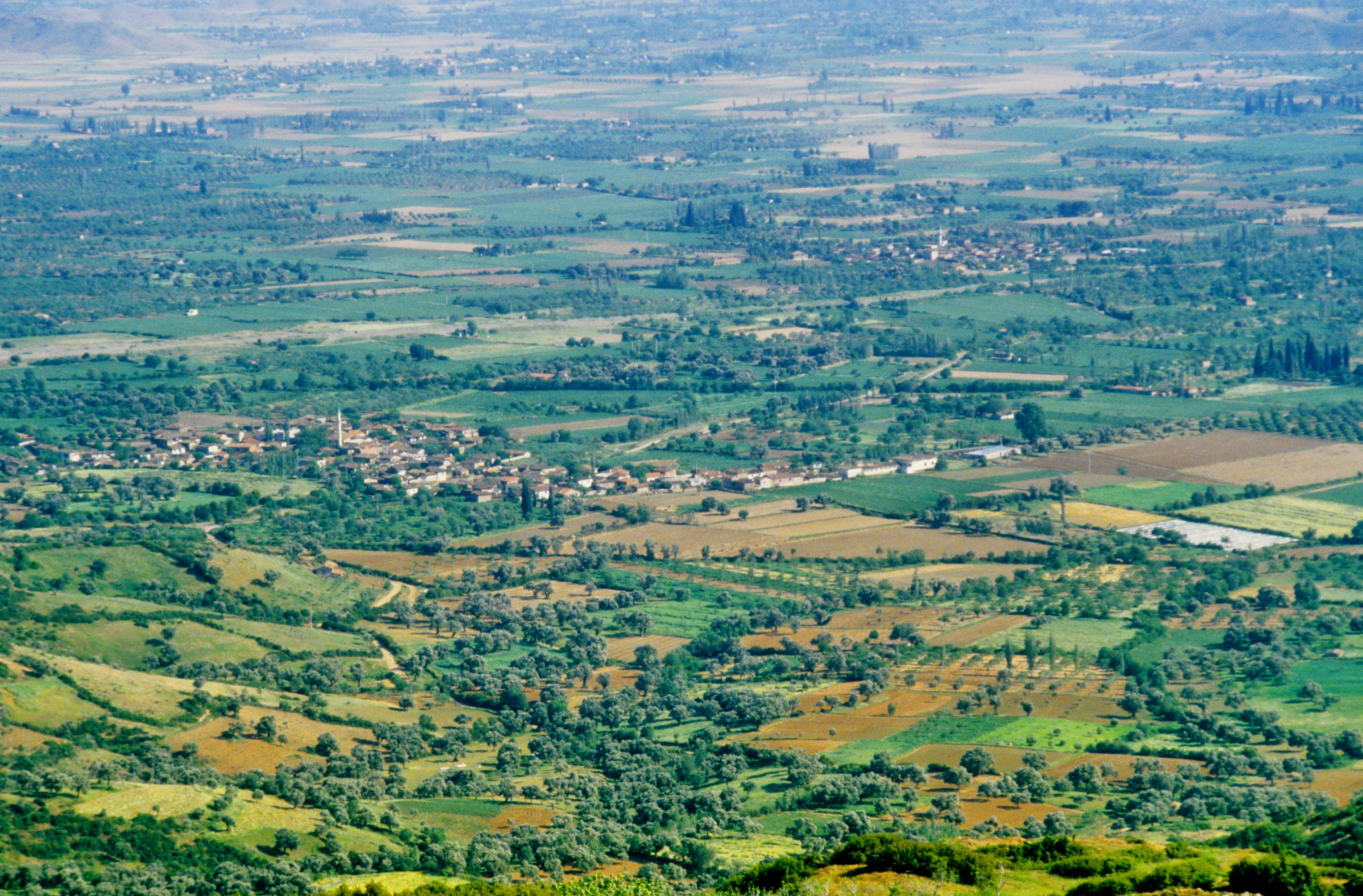
Dorfsiedlung mit typischer Feldflur im Küçük Menderes-Graben unterhalb von Birgi

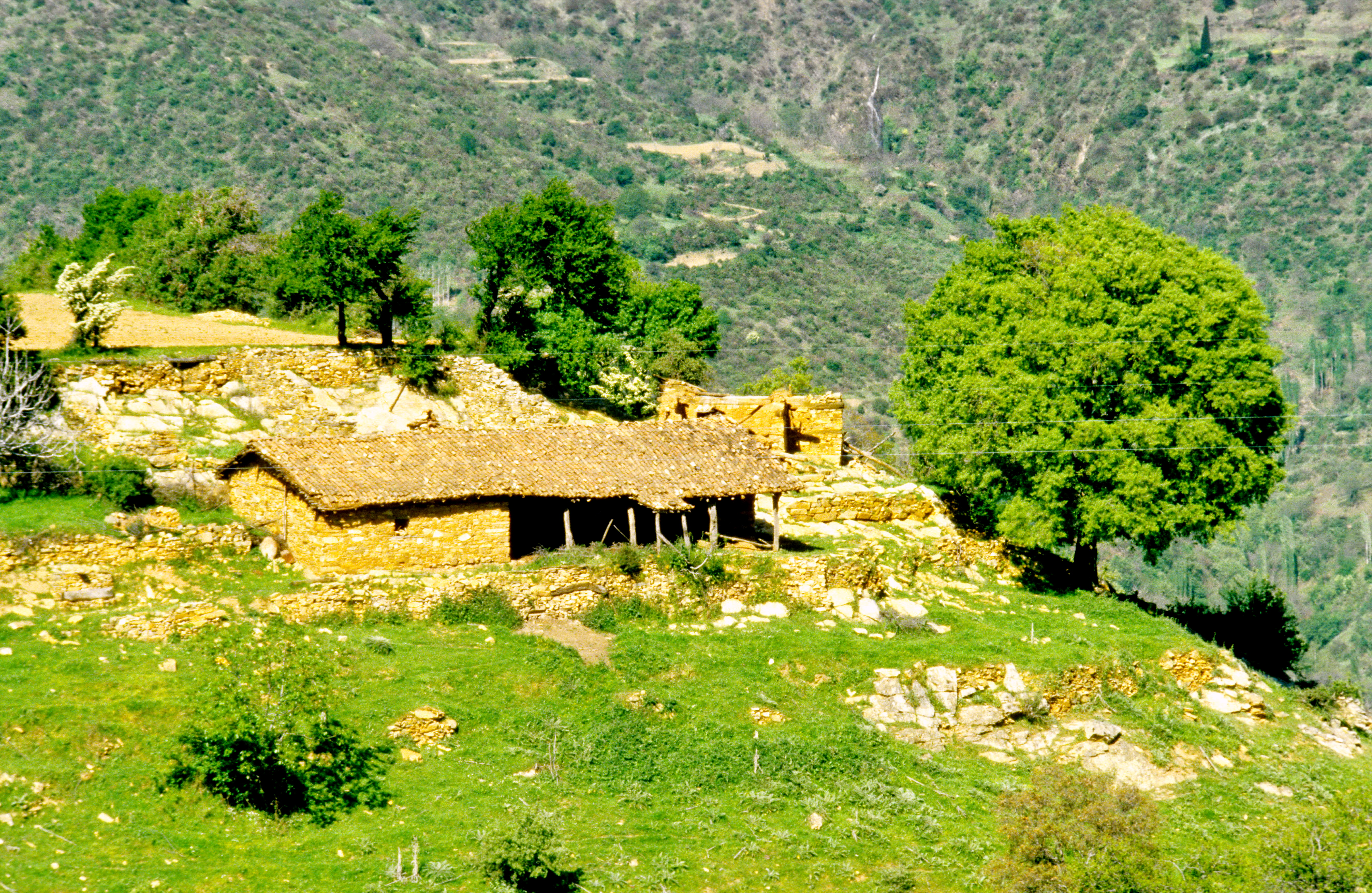
Typisches Einzelgehöft (Dam Yerleşme) in den Berghangsiedlungen des Bozdağlar-Gebirges, das der Kleinviehhaltung, insbesondere die Ziegenhaltung dient.

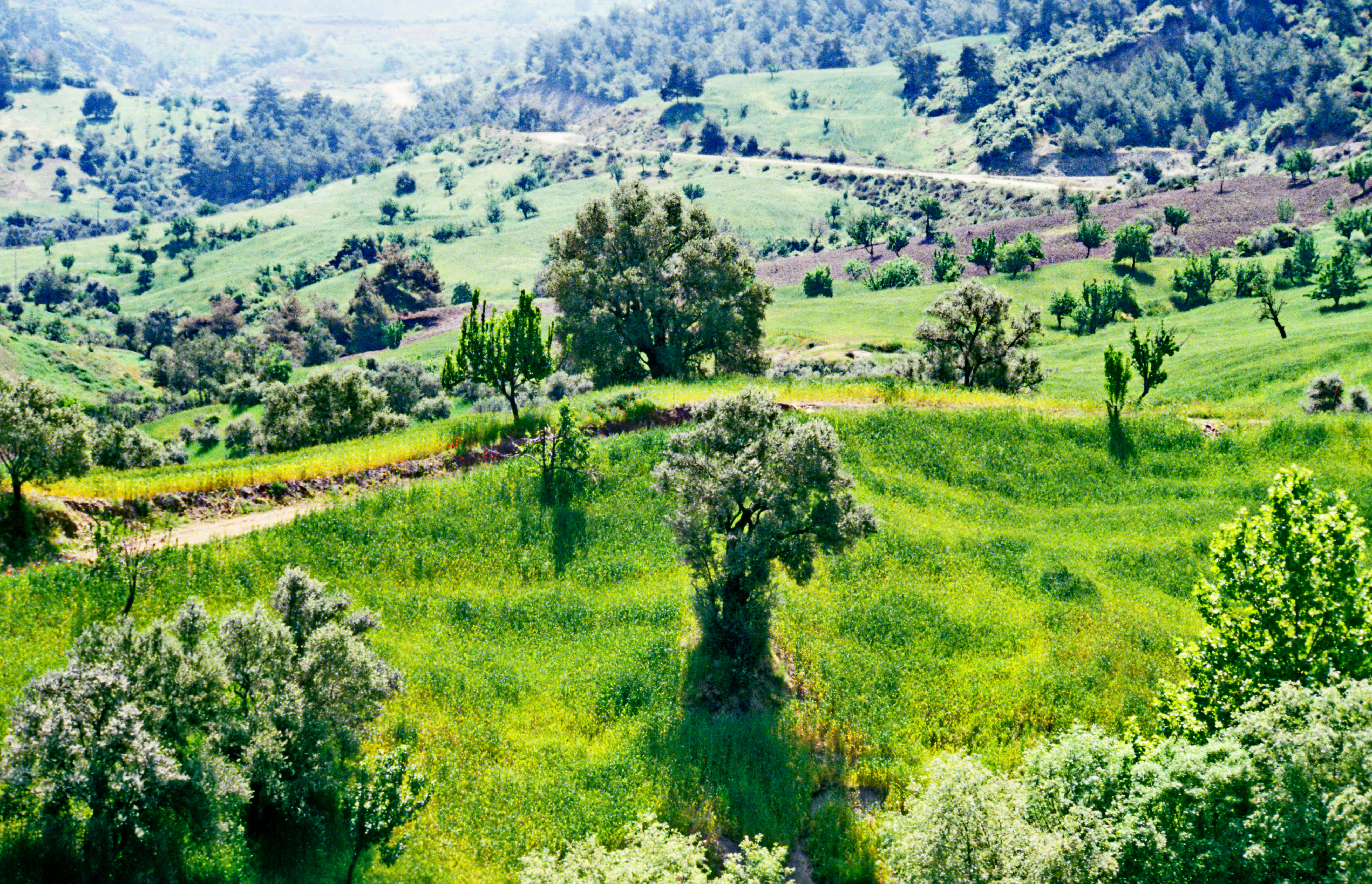
Unregelmäßig terrassierte Feldflur (Getreide-Kulturen und Graswirtschaft) in den nördlichen Bozdağlar bei Bahçecik.

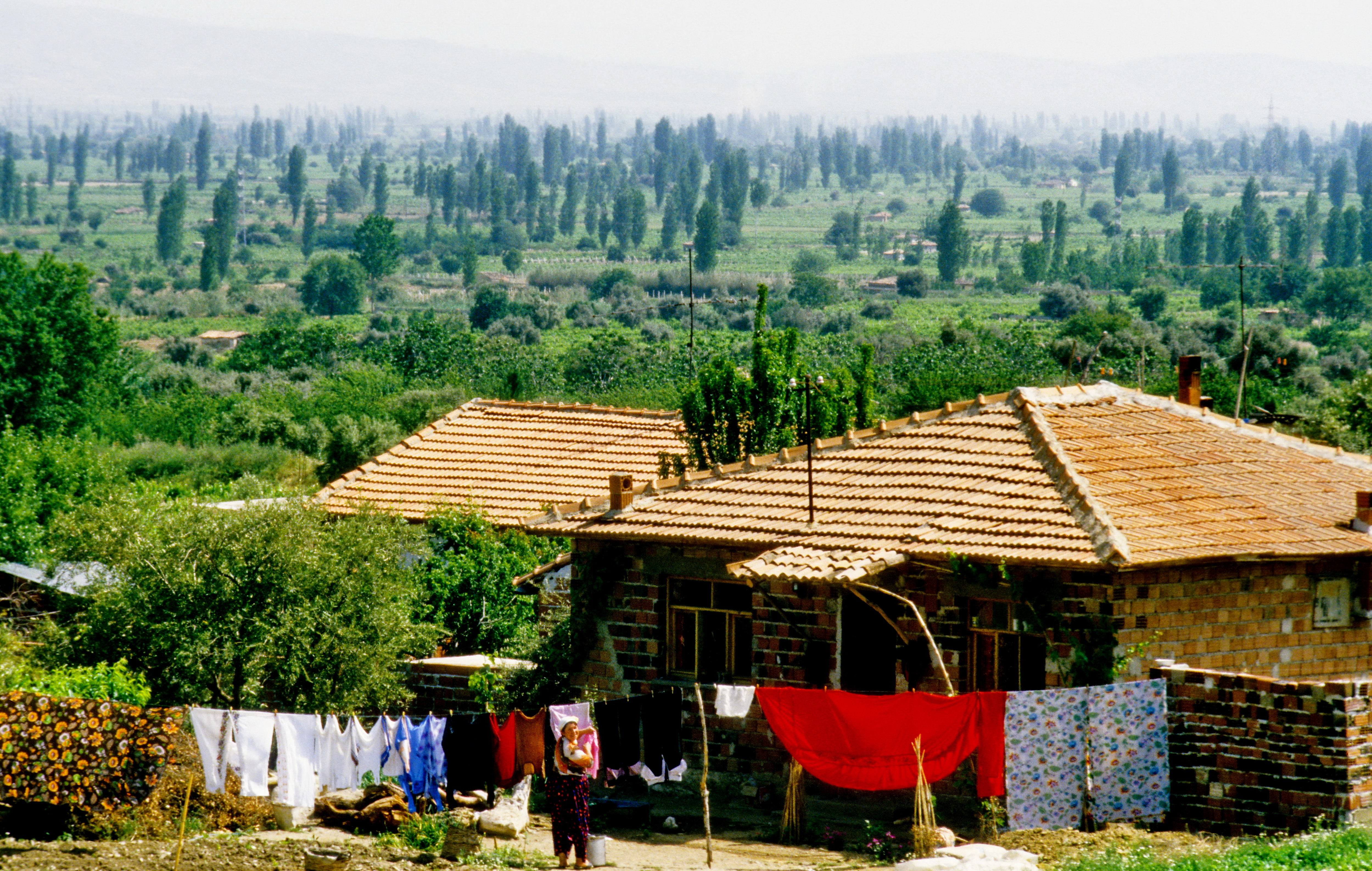
Gehöft am Übergang des Gediz-Grabens in die Bozdağlar bei Derbent (Turgutlu).

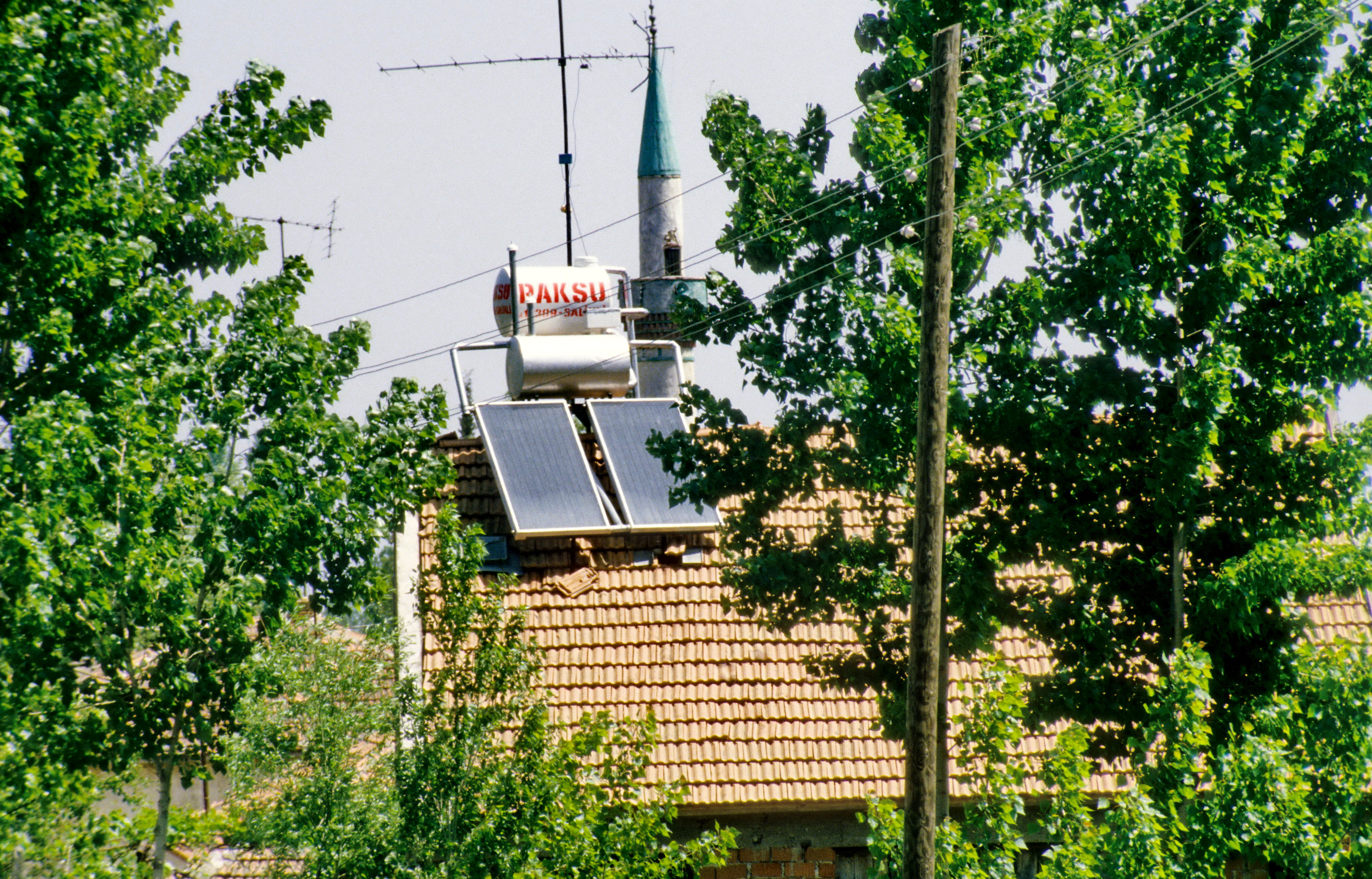
Typischer mit thermischen Sonnenkollektoren ausgestatteter Heißwasser-Behälter auf einem Hausdach in Bahçecik in den nördlichen Bozdağlar.